# Biserica de lemn din Rona de Jos

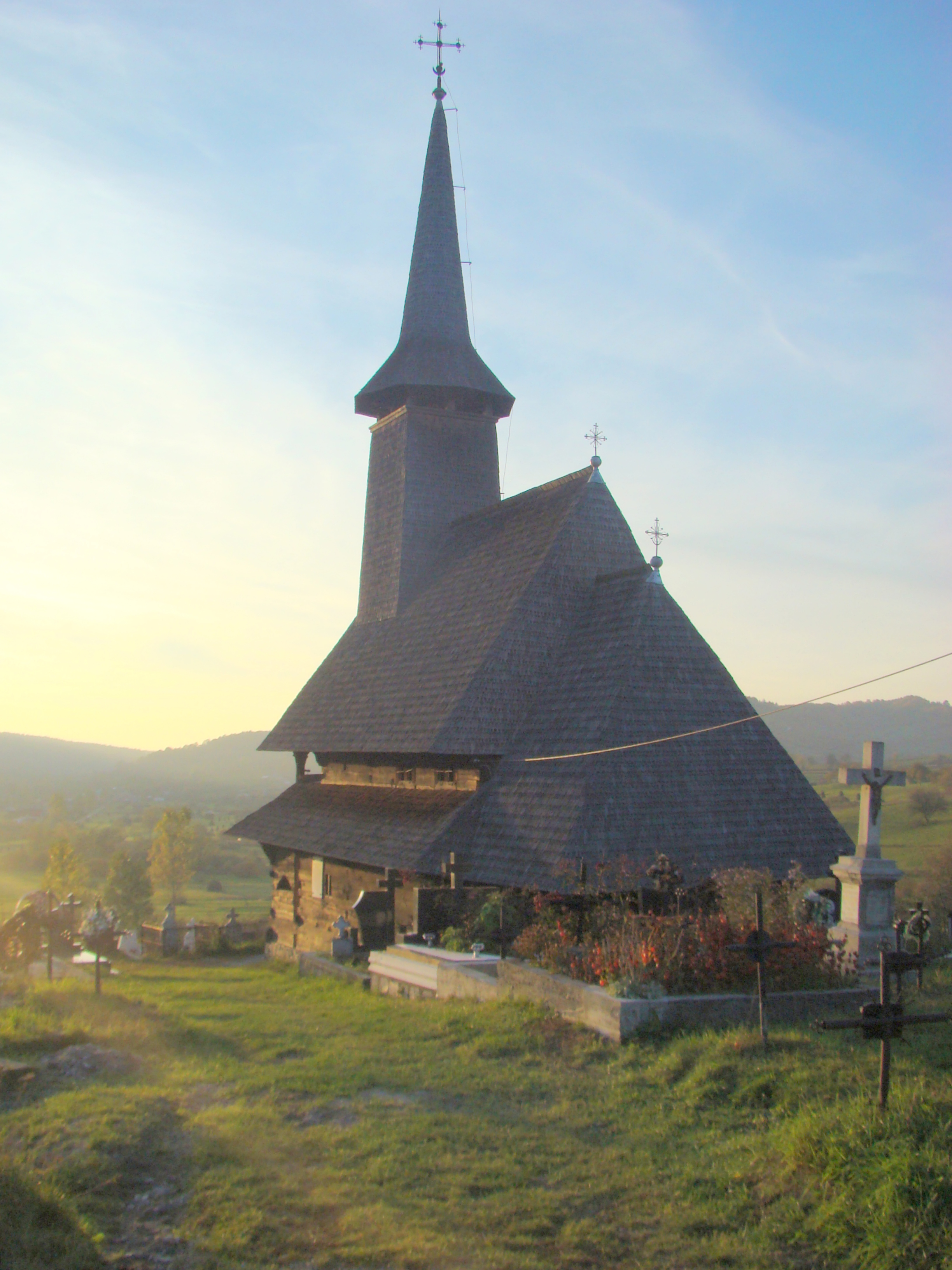
Biserica de lemn „Nașterea Maicii Domnului” din Rona de Jos, comuna Rona de Jos, județul Maramureș, foto: octombrie 2013.

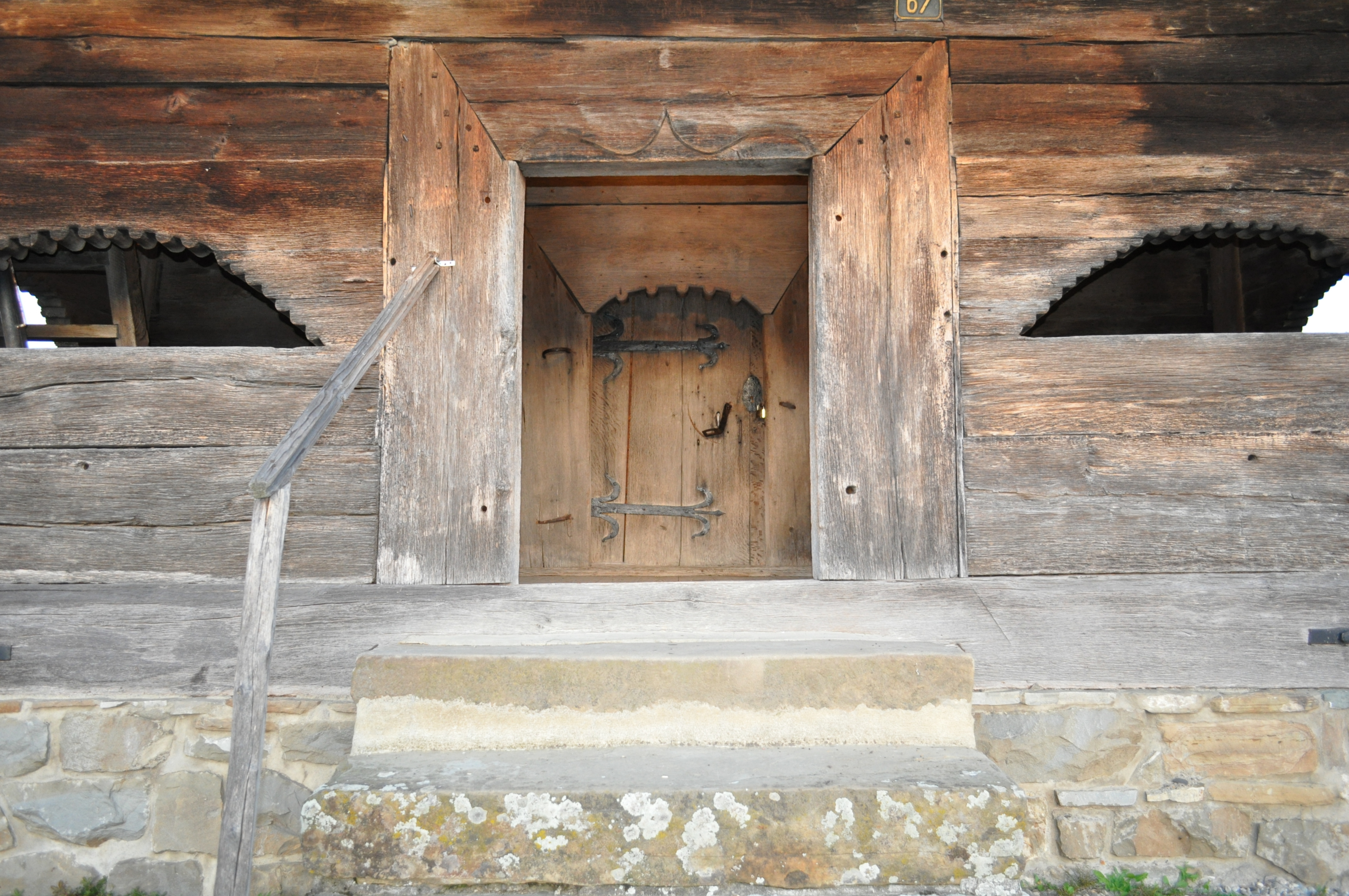
Biserica de lemn din Rona de Jos mai este numită și „biserica cu ochi” datorită pridvorului închis, în care au fost tăiate deschideri arcuite, în semicerc

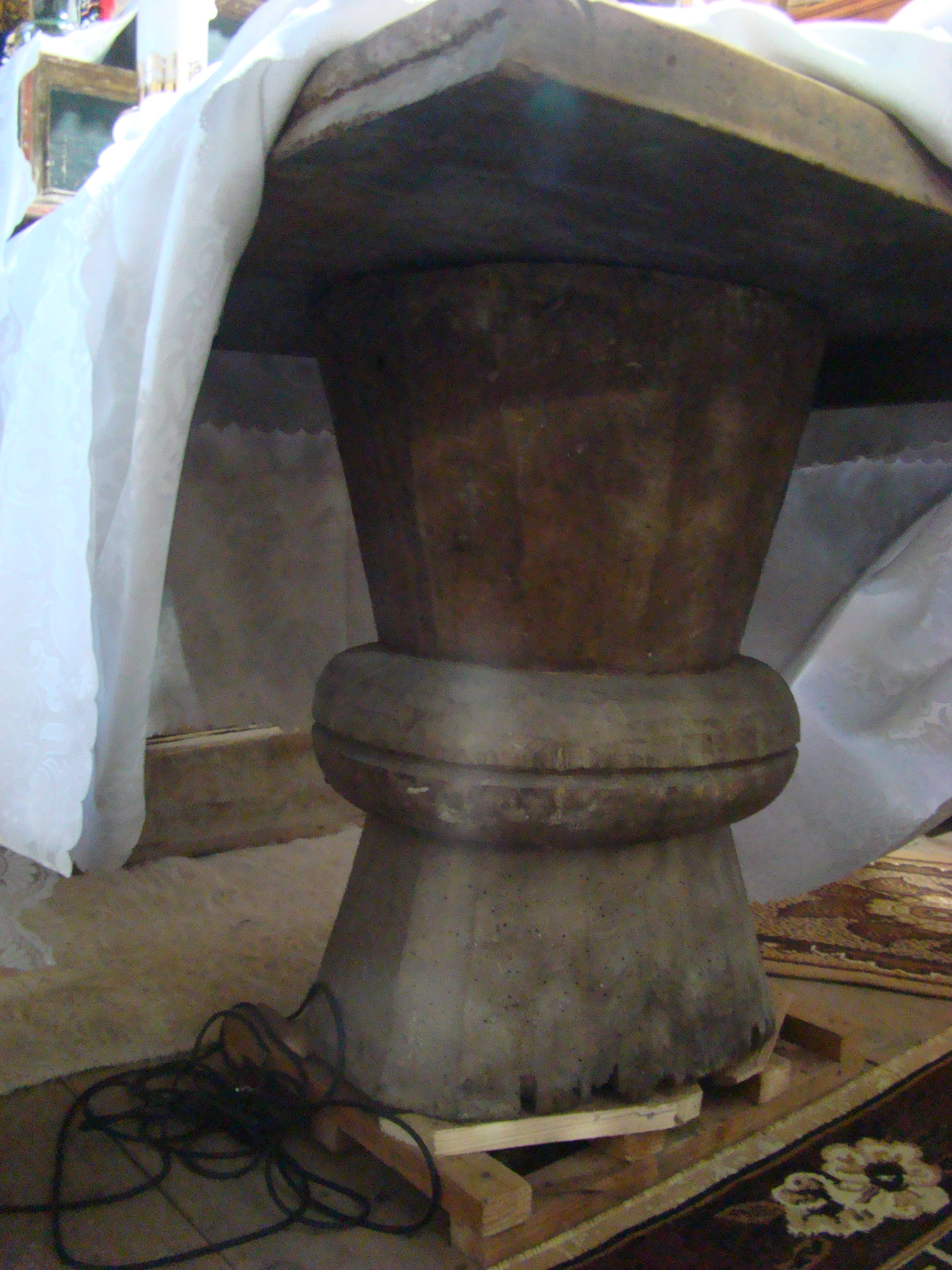
Piciorul mesei altarului, datat 1754. Mesele de altar din secolul XVIII: Rona de Jos (1734), Cuhea (1754) și Valea Stejarului (1773-1805), seamănă cu piciorul unui potir, cu un inel la mijloc

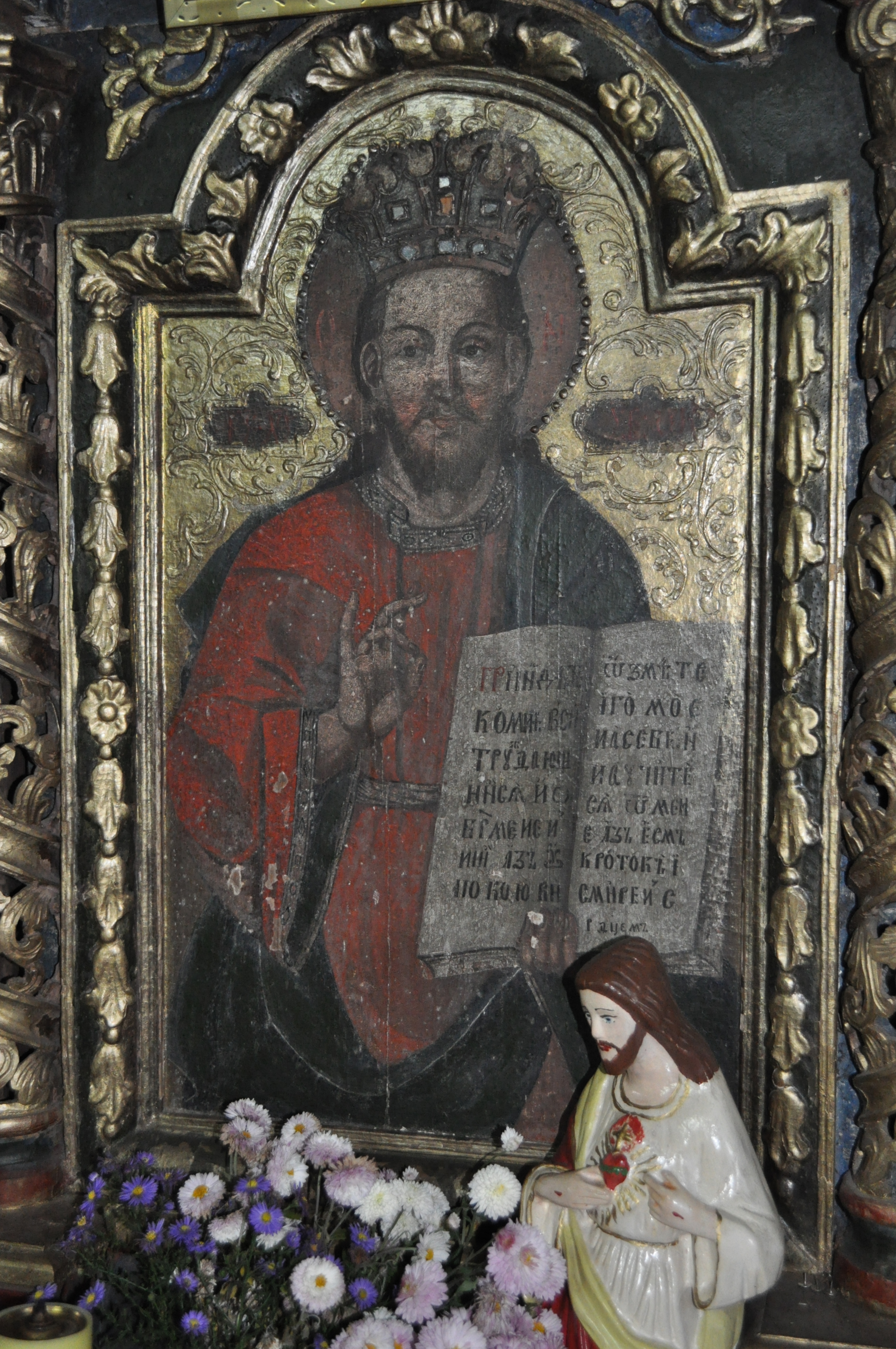
Icoană împărătească: Deisis

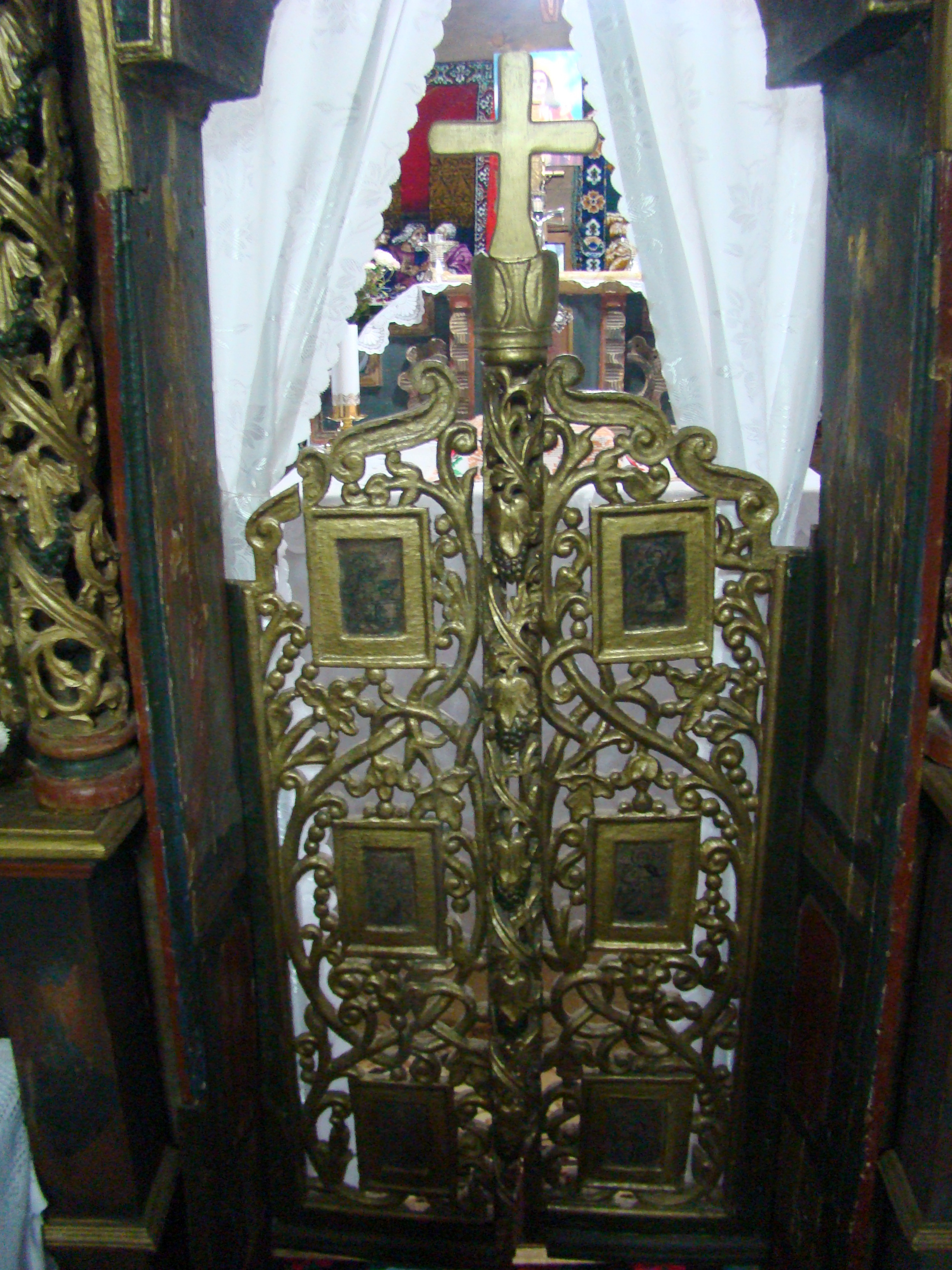
Ușile împărătești (secolul XVIII)

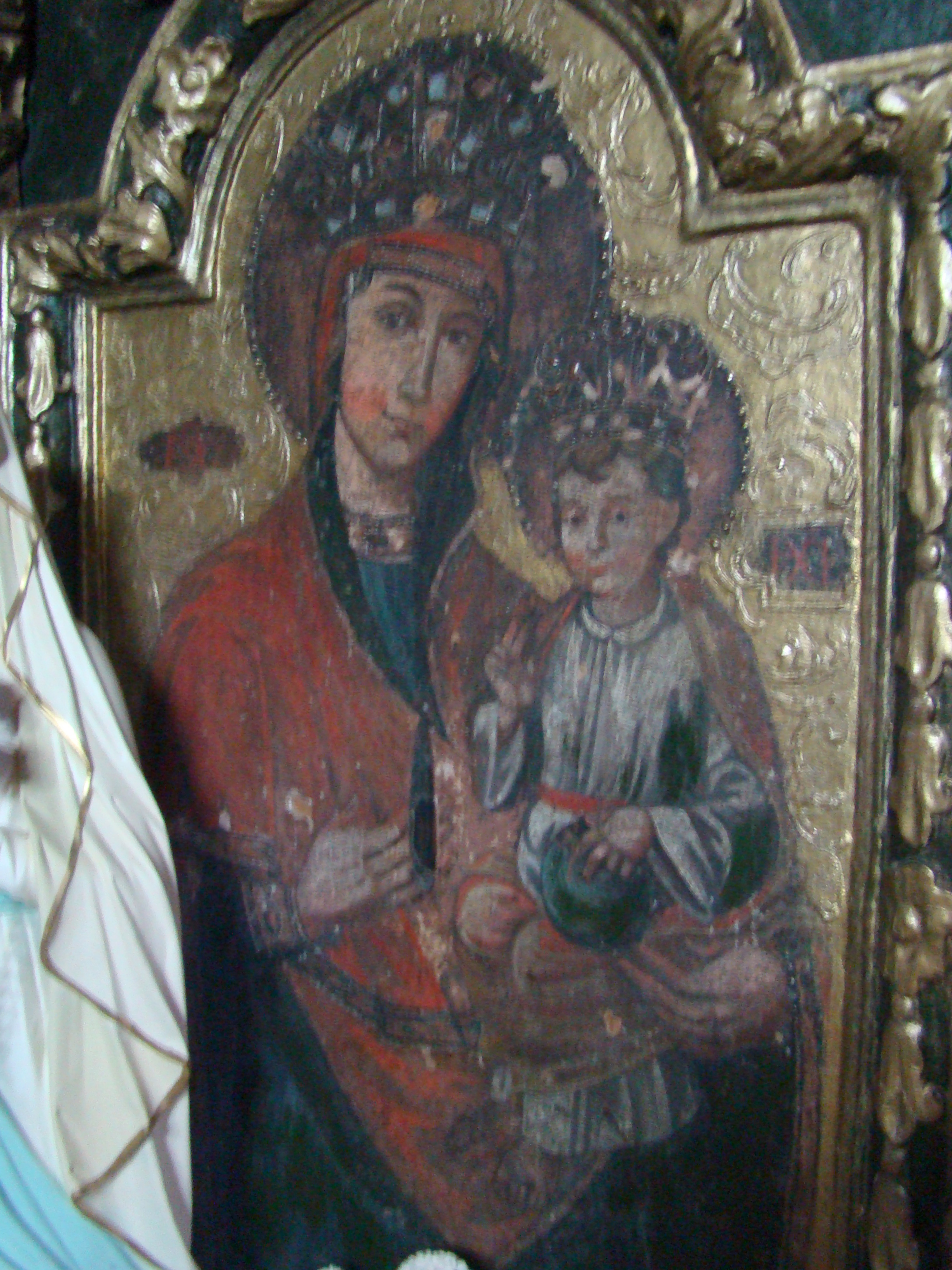
Icoană împărătească: Maica Domnului cu Pruncul

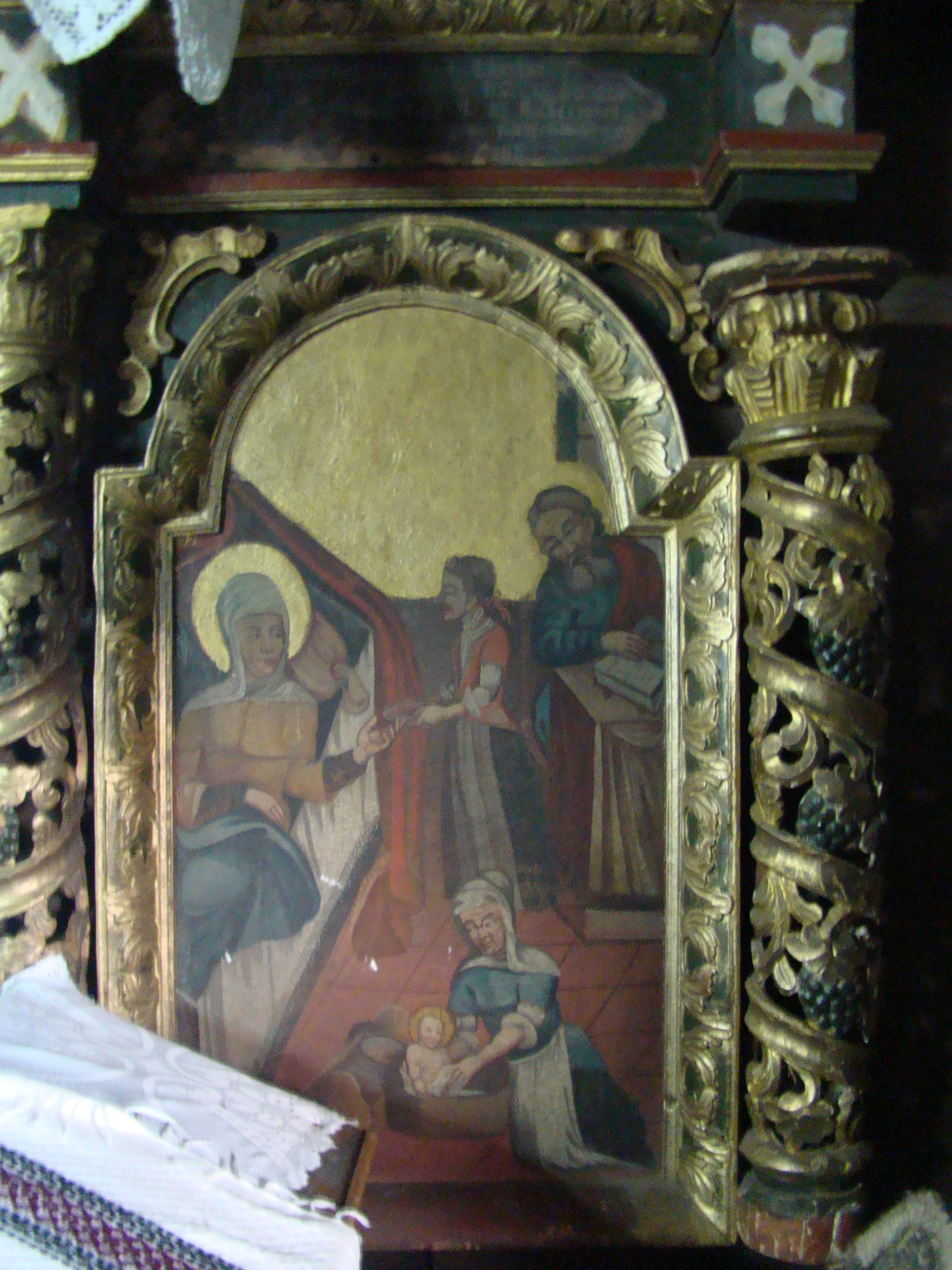
Icoana de hram

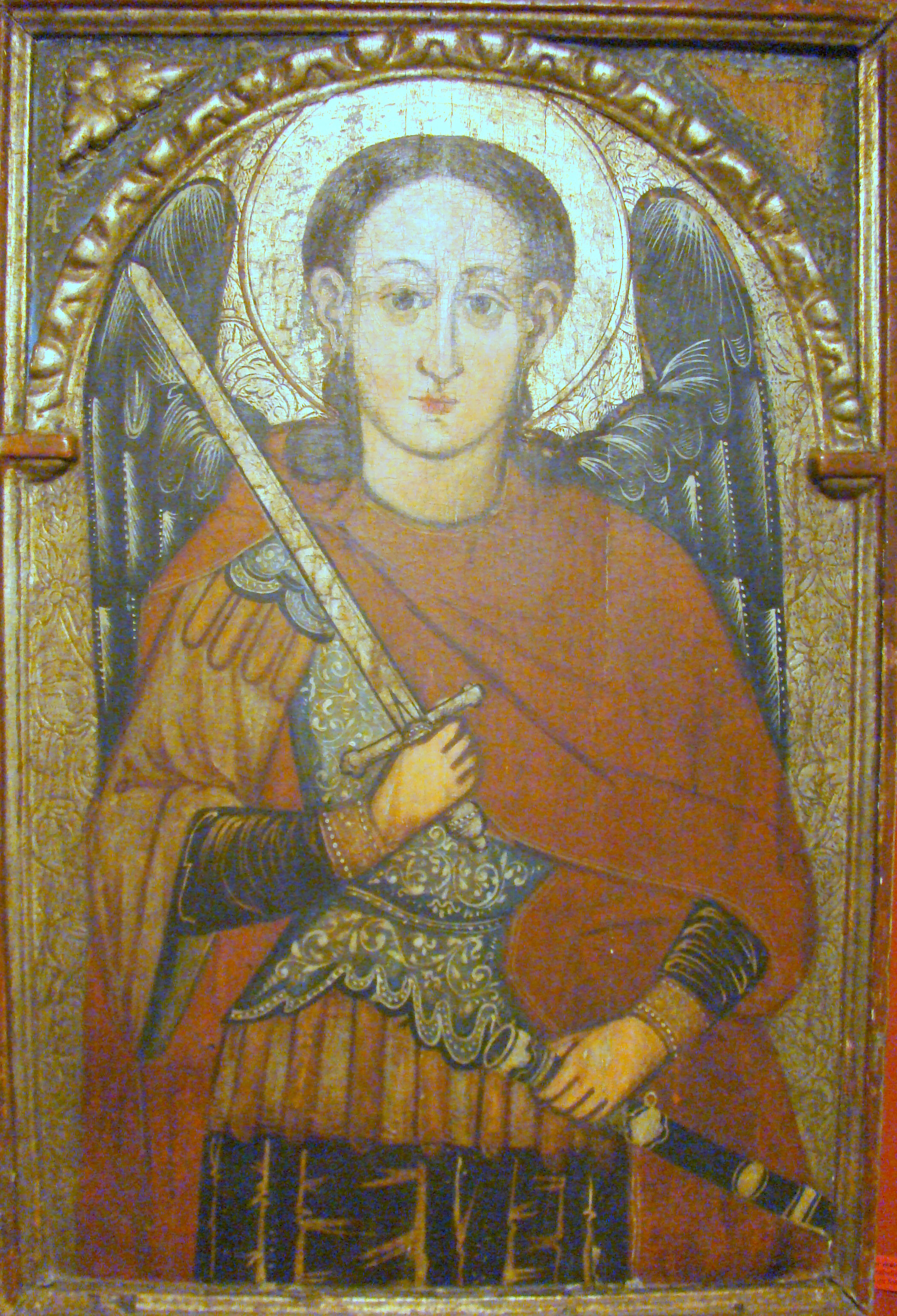
Arhanghelul Mihail, sec.XVII, icoană ce a aparţinut bisericii de lemn din Rona de Jos, aflată în muzeul Arhiepiscopiei Clujului

Biserica de lemn din Rona de Jos, comuna Rona de Jos, județul Maramureș, a fost datată dendocronologic din perioada 1634-1644, datare confirmată de unul din cele mai vechi clopote care s-au păstrat în Maramureș (1637), clopot mutat (în urma conflictului interconfesional dintre ortodocși și greco-catolici, legat de apartenența bisericii), la biserica nouă de zid din sat. Biserica de lemn are hramul „Nașterea Maicii Domnului” și se află pe noua listă a monumentelor istorice sub codul LMI:  MM-II-m-A-04620.

## Istoric și trăsături
Biserica de lemn din Rona de Jos a fost supranumită „biserica cu ochi”. A fost construită de un meșter de biserici din familia Alch din Nyzhnie Selyshche, localitate aflată în prezent în Ucraina și este foarte asemănătoare, dar și puțin mai veche, decât cele din jurul orașului Hust (regiunea Transcarpatia, Ucraina), bisericile din: Sokyrnytsia, Nyzhnie Selyshche (1641), Krainykovo (1666), Velyka Kopania (1669). Trăsătura distinctivă a acestor biserici e dată de pridvorul (sau exonarthexul) închis, în care au fost tăiate deschizături mari, arcuite, asemănătoare ochilor și genelor lor. Legătura cu ochiul uman vine nu numai de la forma lor sugestivă, ci și de la faptul că în Maramureș, ca și în alte părți ale Europei, o fereastră era de obicei numită ochi. Funcția precisă a acestei prispe închise este neclară, dar sugerează că unele ritualuri au fost mutate în afara bisericii-sală. Surprinzător la aceste biserici sunt „ochii” tăiați în peretele ce despărțea biserica bărbaților de cea a femeilor. Aceasta nu a fost o simplă modă, ci o breșă semnificativă în tradiționala izolare a femeilor în corpul unei biserici și care, după toate aparențele, a apărut în aceste biserici. Cele mai vechi biserici cu „ochi”, cele de la Rona de Jos și Sokyrnytsia, se aseamănă în atât de multe detalii (pridvorul închis, sanctuarul rectangular, grinda transversală din interiorul navei, crestăturile rotunde de la console, galerii, parapetul corului, deschiderile ușilor și ferestrelor) încât au fost construite probabil de același meșter. Ambele biserici sunt destul de bine conservate, având în vedere încercările prin care au trecut în ultima perioadă a existenței lor, doar puține din trăsăturile lor caracteristice fiind modificate. Din nefericire, în ambele biserici peretele care îi despărțea pe bărbați de femei a fost transformat atât de mult, încât existența ochilor interiori rămâne doar ipotetică.
Lucrări de reparații s-au făcut în anii 1793, 1837, iar în 1960 a fost restaurată de Direcția Monumentelor Istorice. Pe o grindă de deasupra tindei, în interior, a fost descoperită inscripția: „Io nobilu Lipcei Samuel, ano 1720, 13 martie ...”. 
Pictura interioară este complet degradată, cu vagi urme de culoare care mai există pe bolta naosului, mai ales deasupra corului. Icoanele au fost pictate de Ioan Plohod Zugravul din Dragomirești în anul 1817.
În anul 2000 credincioșii greco-catolici și-au redobândit biserica, renovată între anii 2001-2004 și dotată cu două clopote noi, donate de curatorul Nan Ioan.

## Imagini din exterior

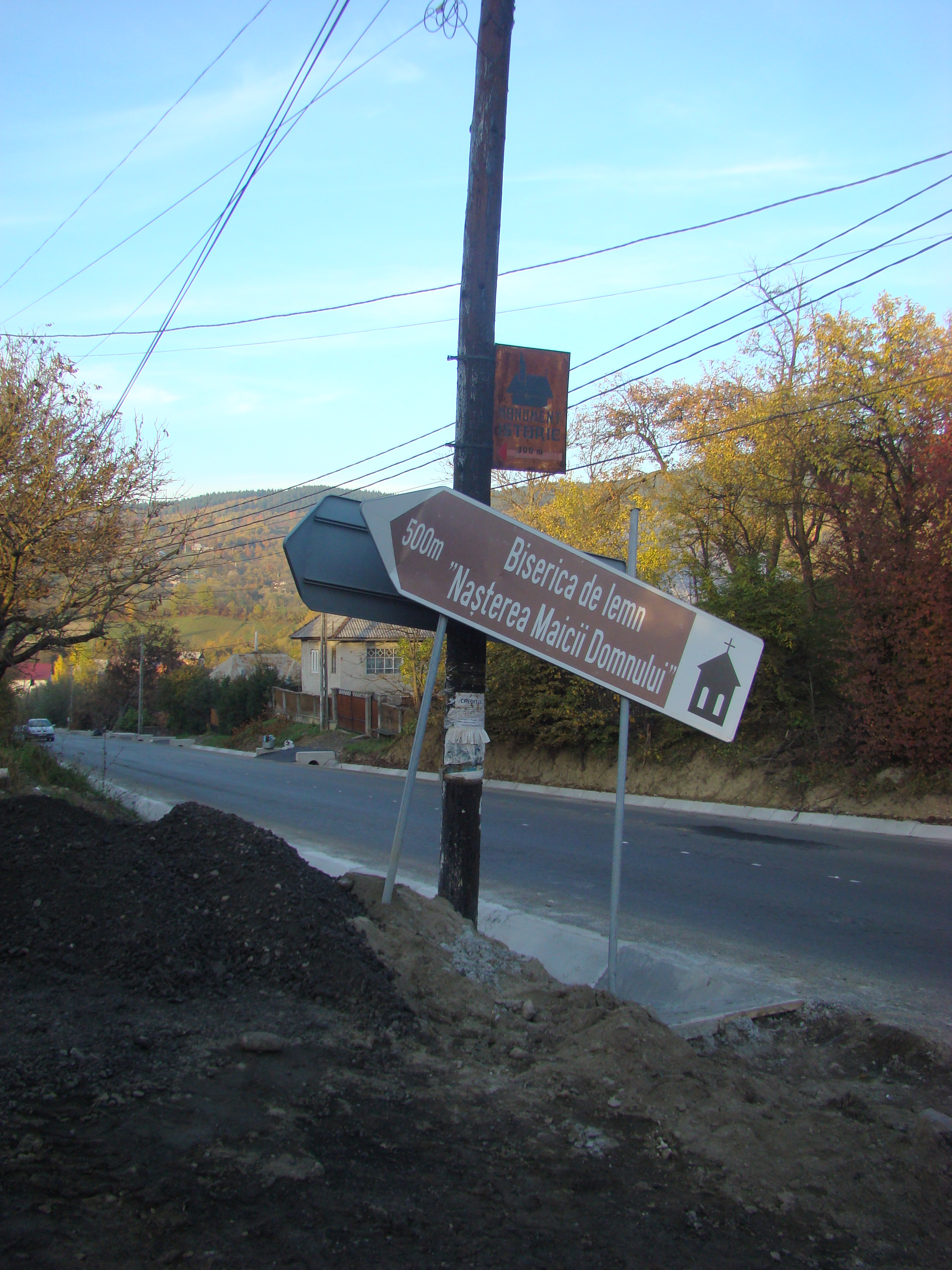
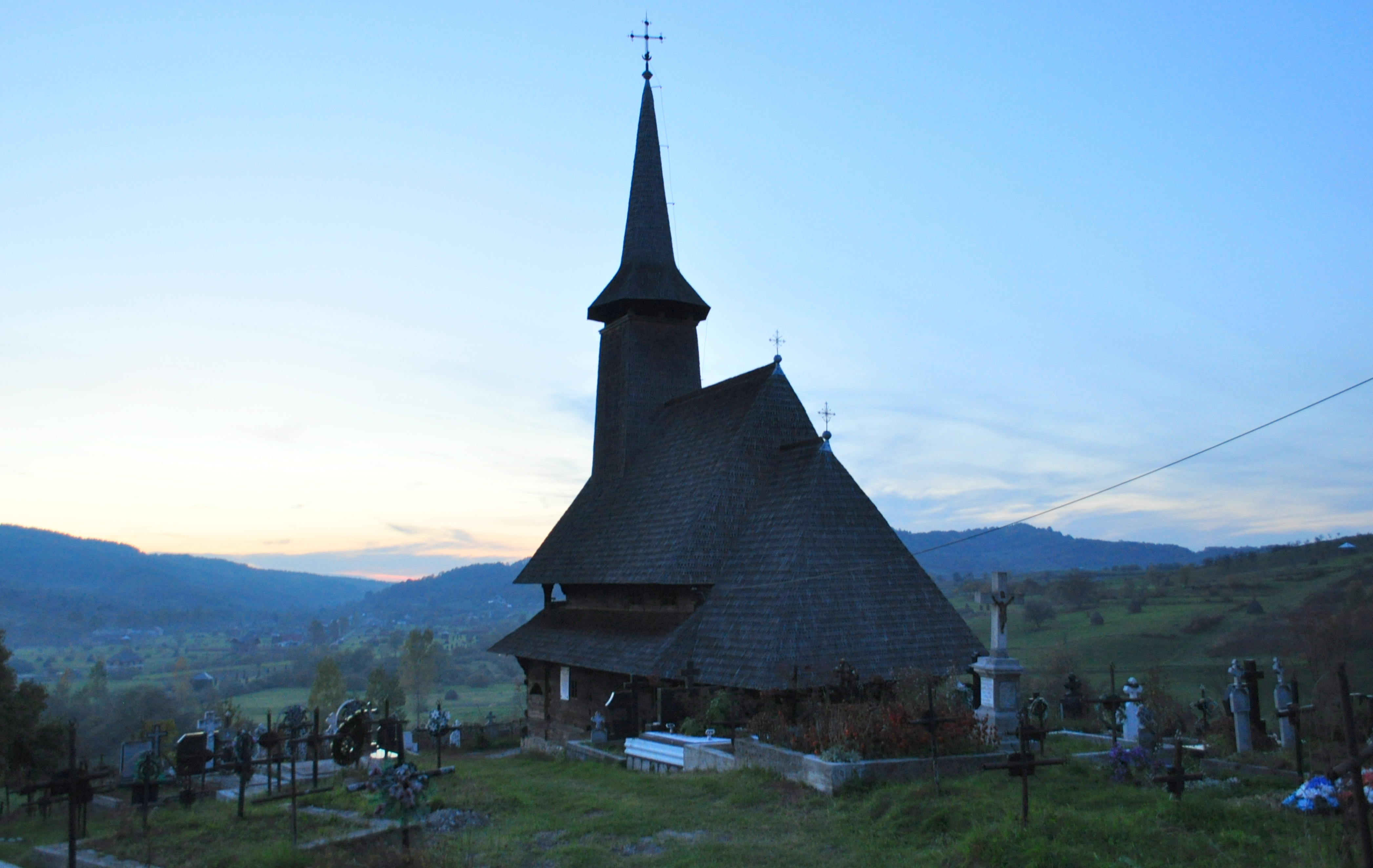
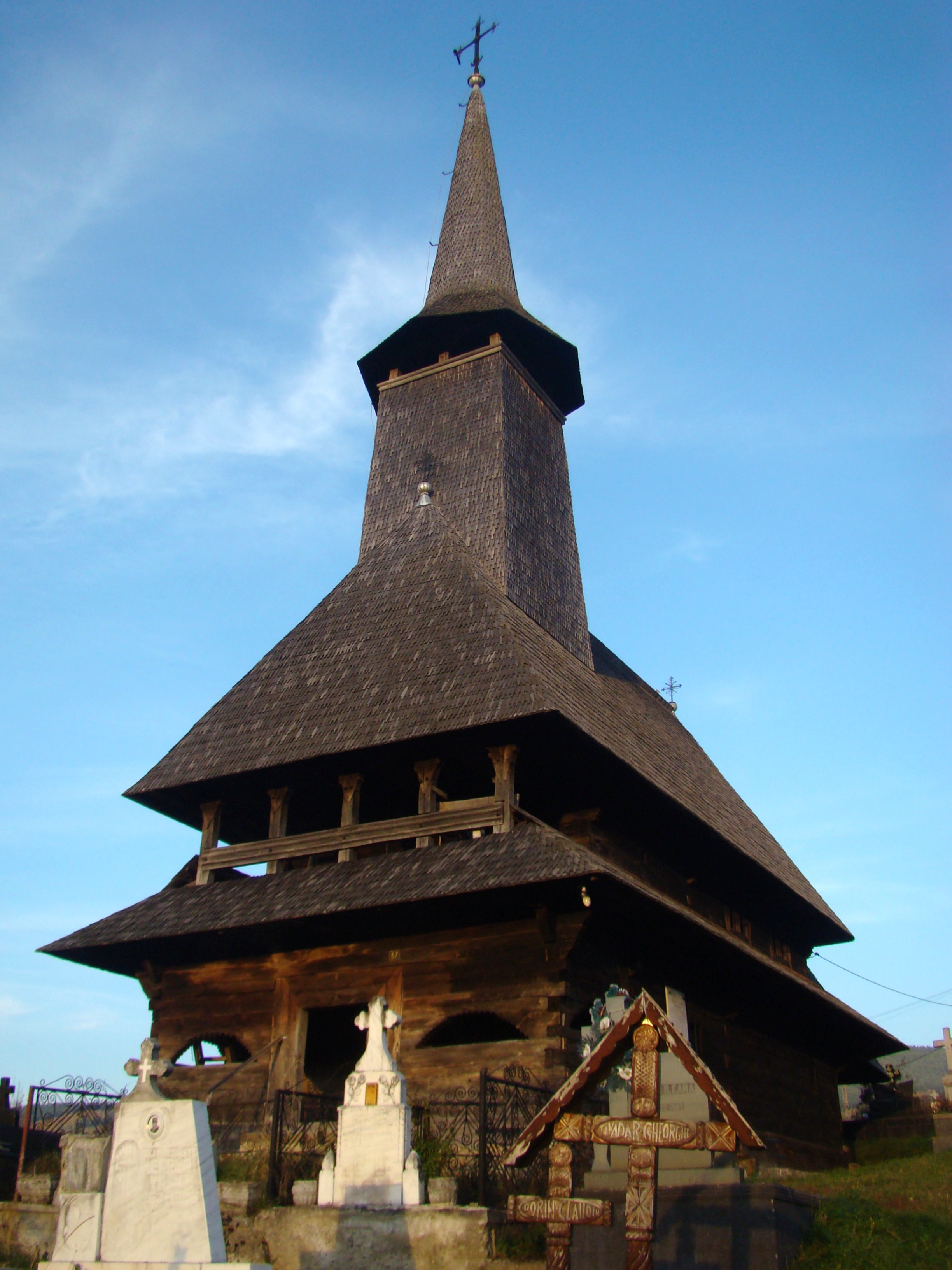
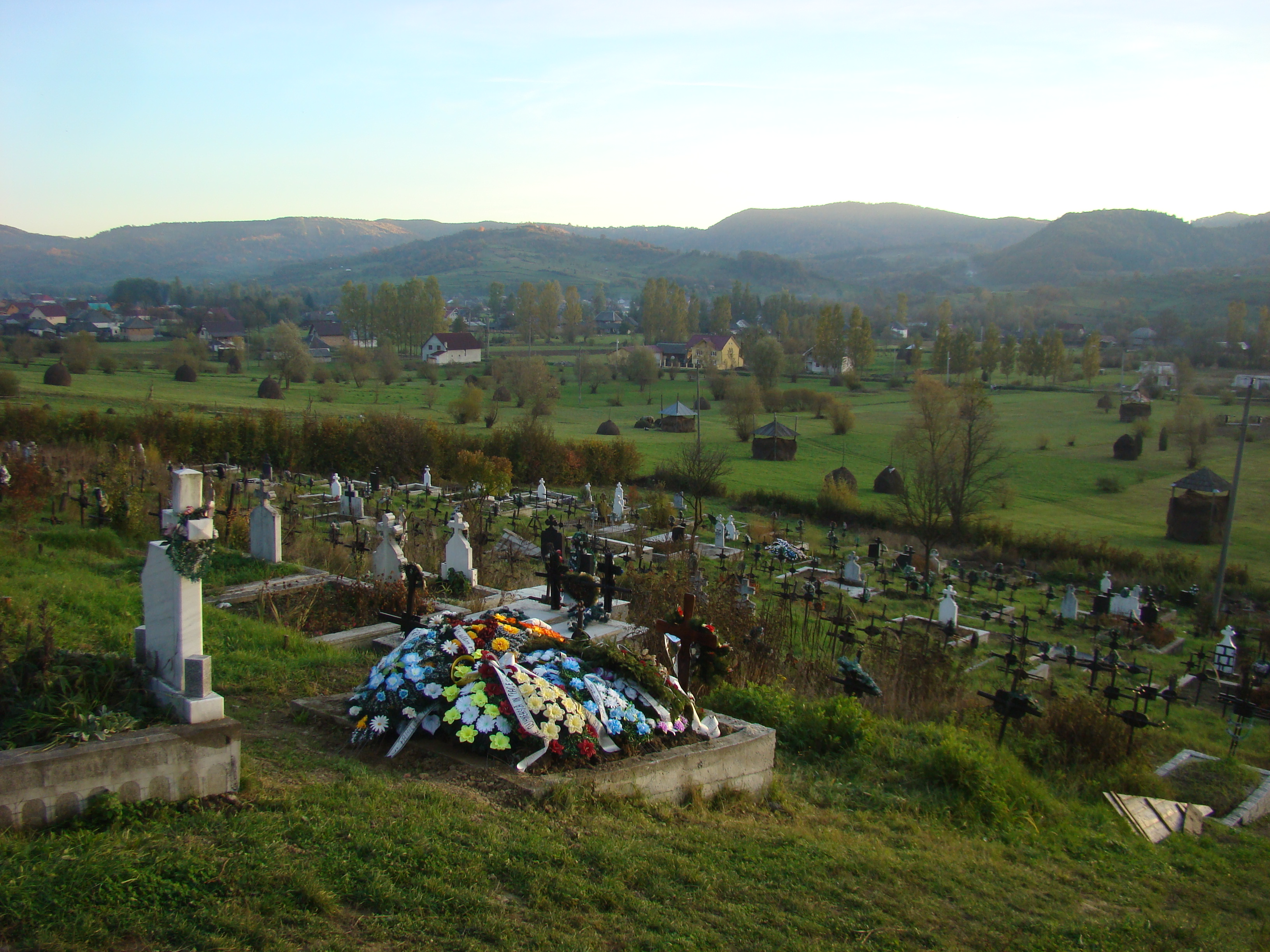
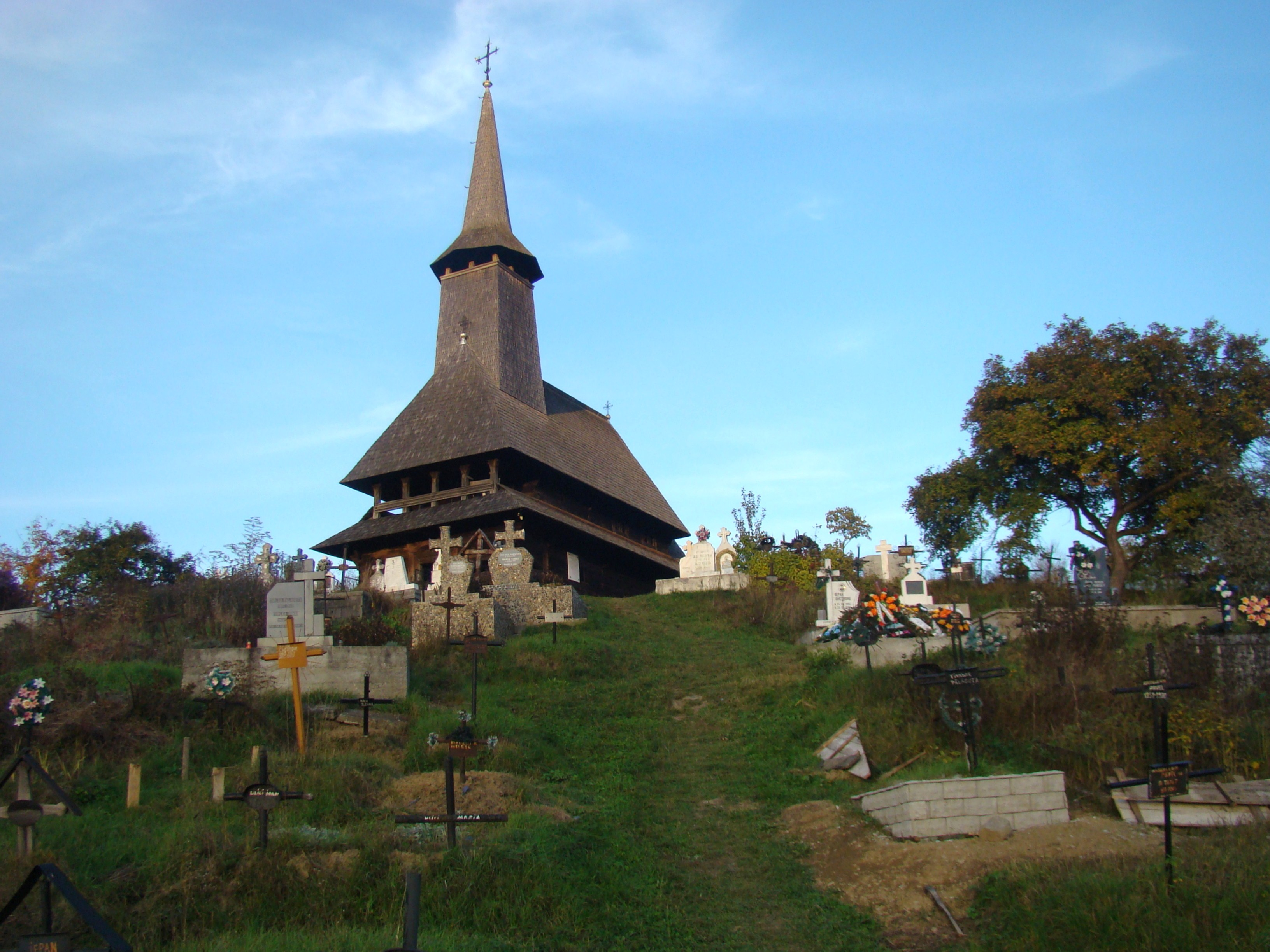
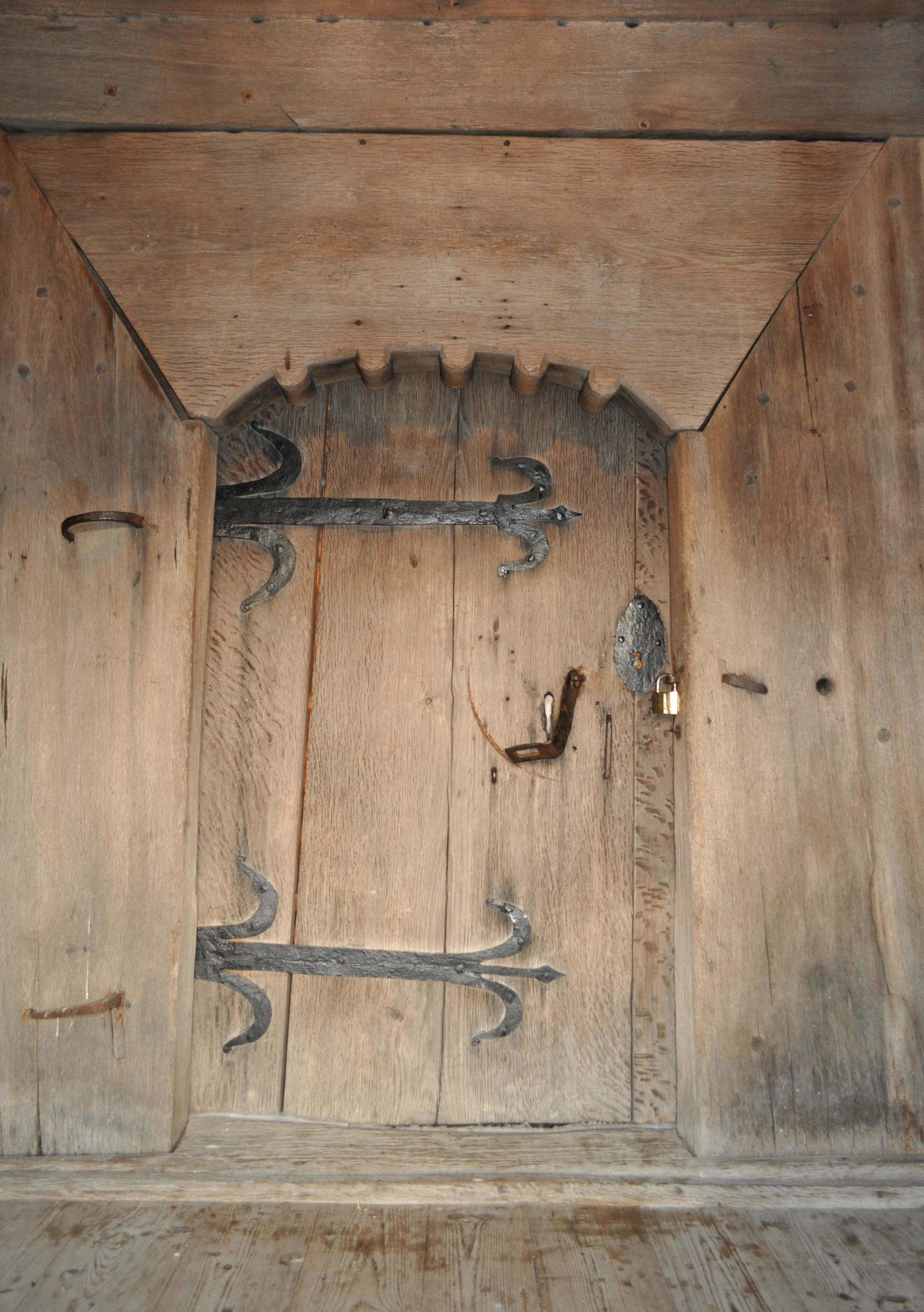
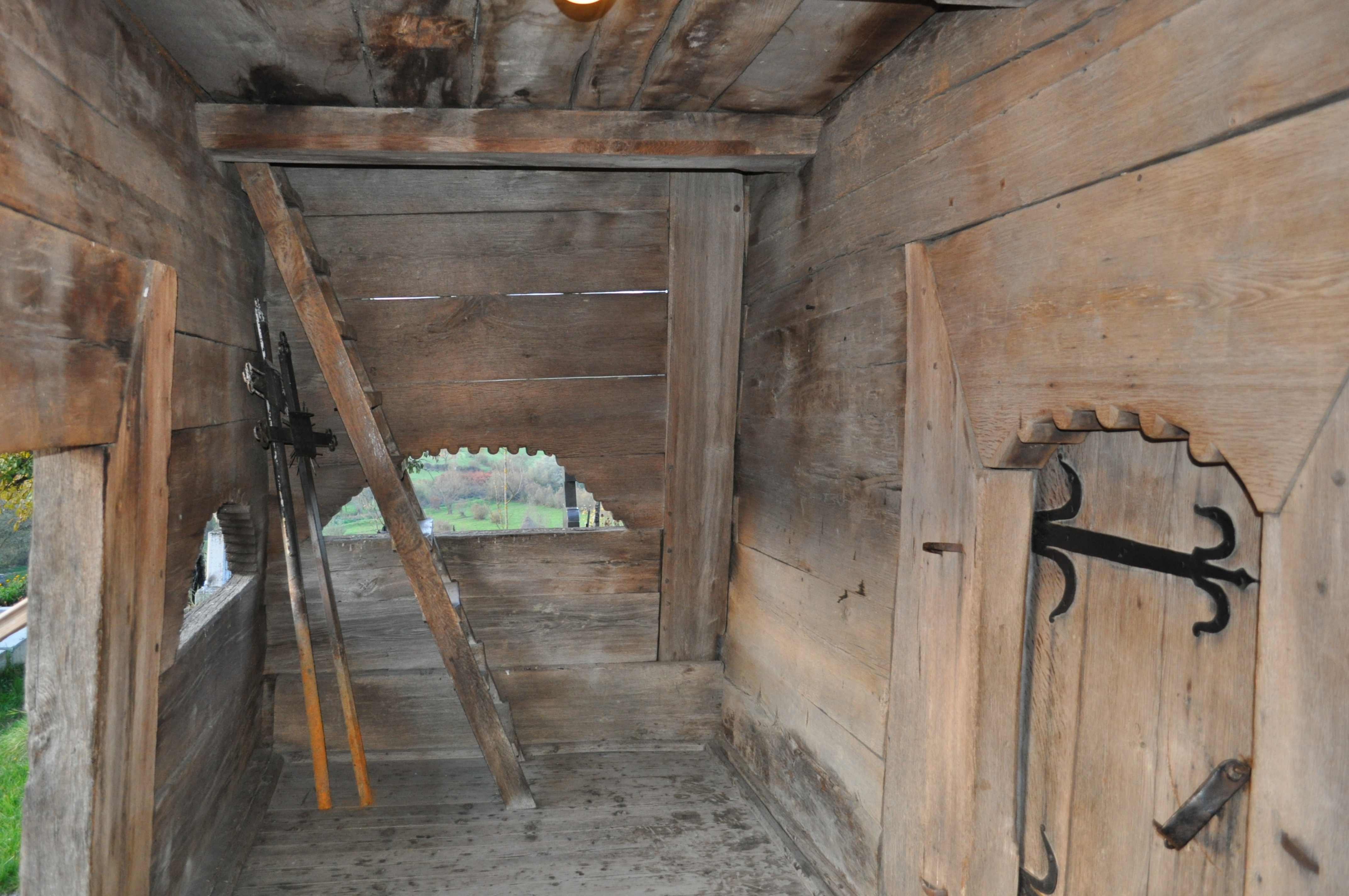
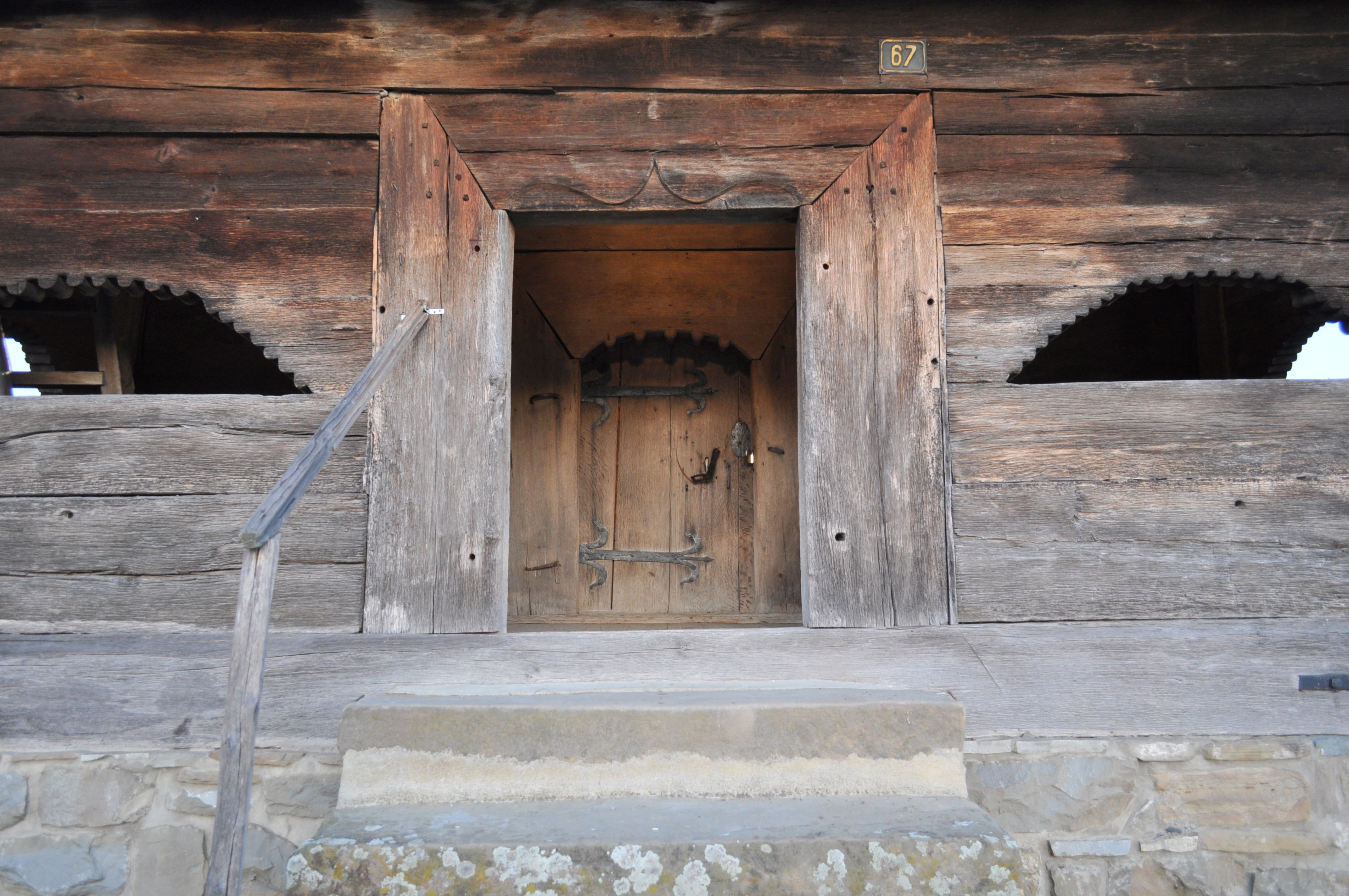
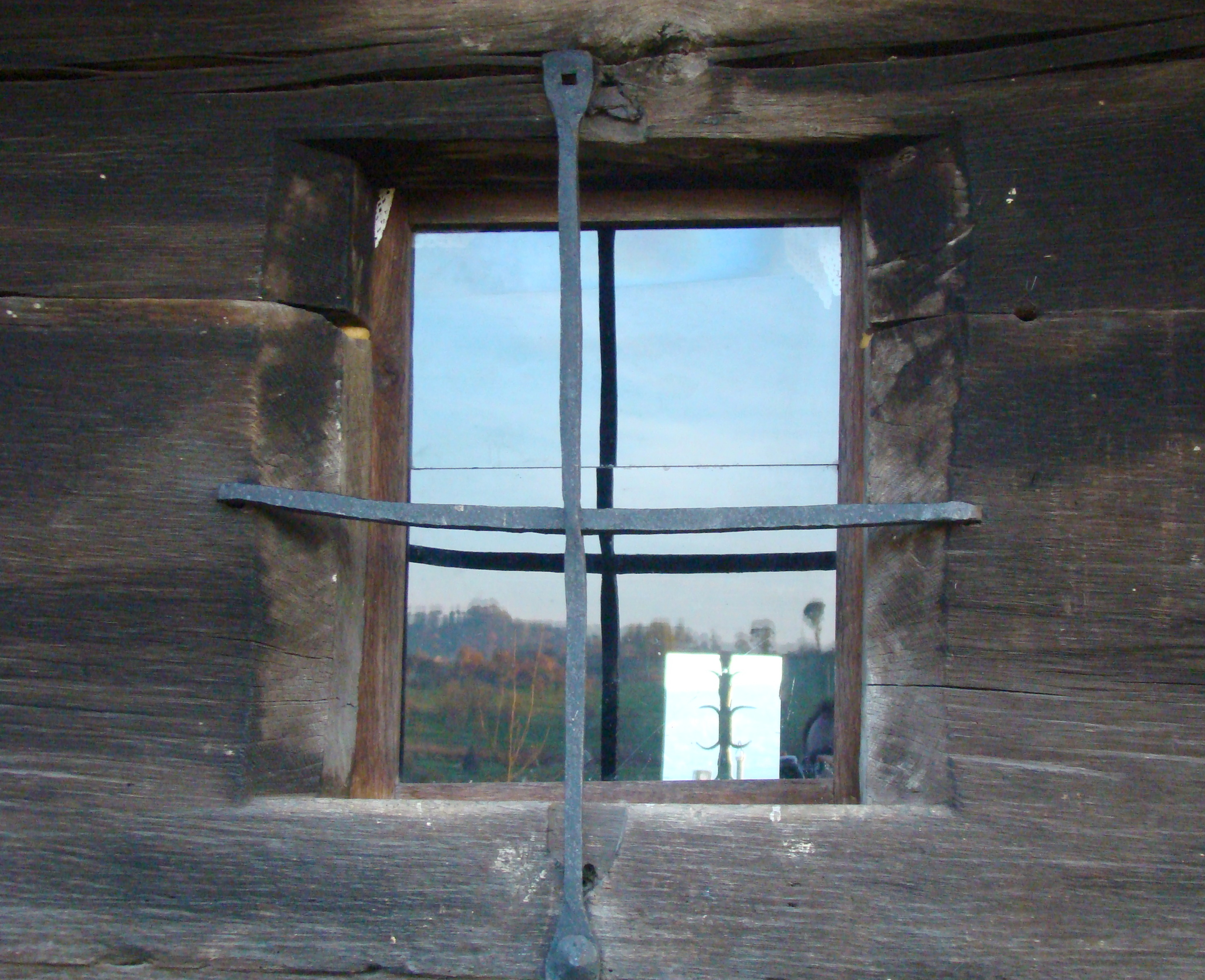
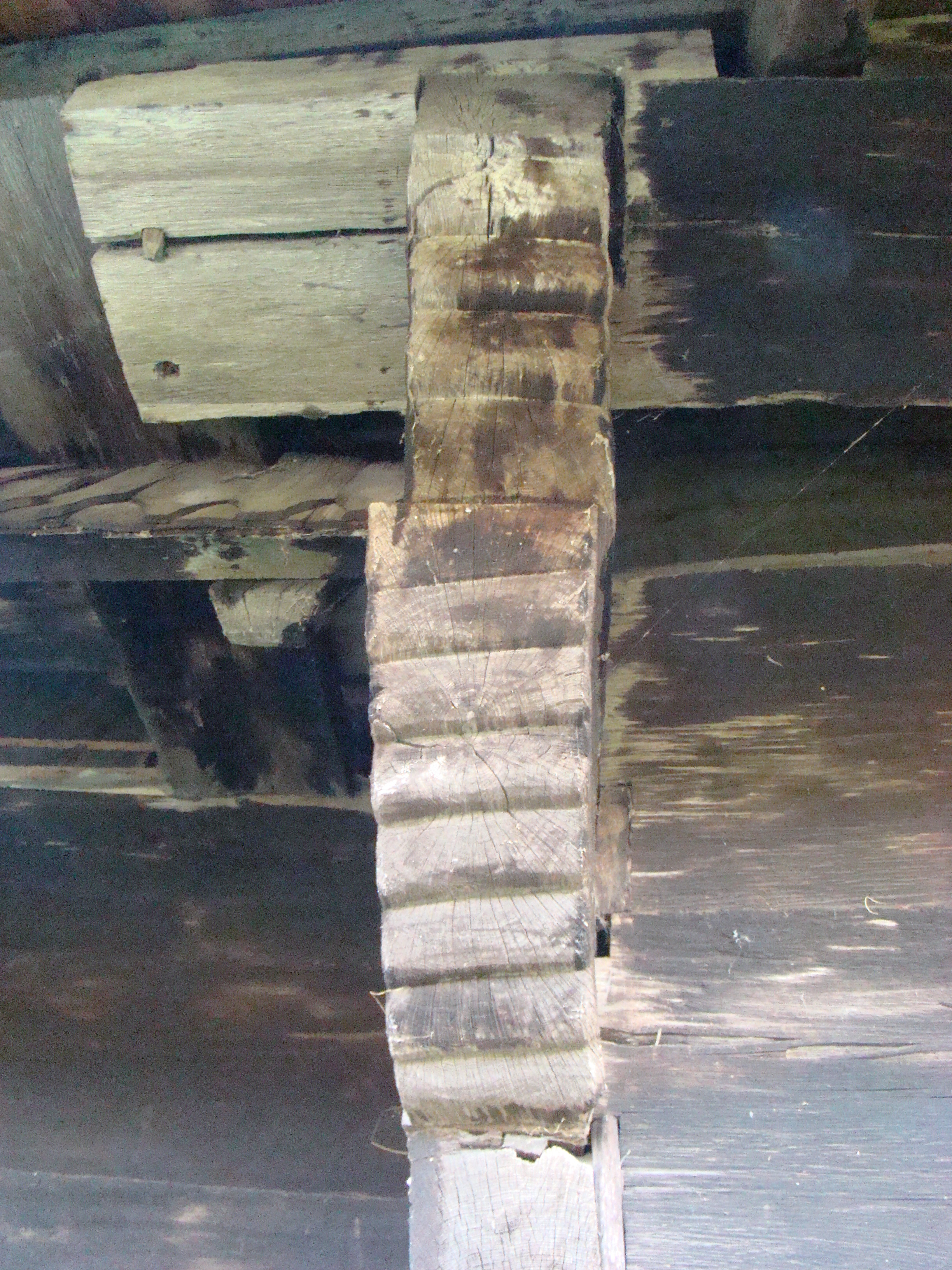
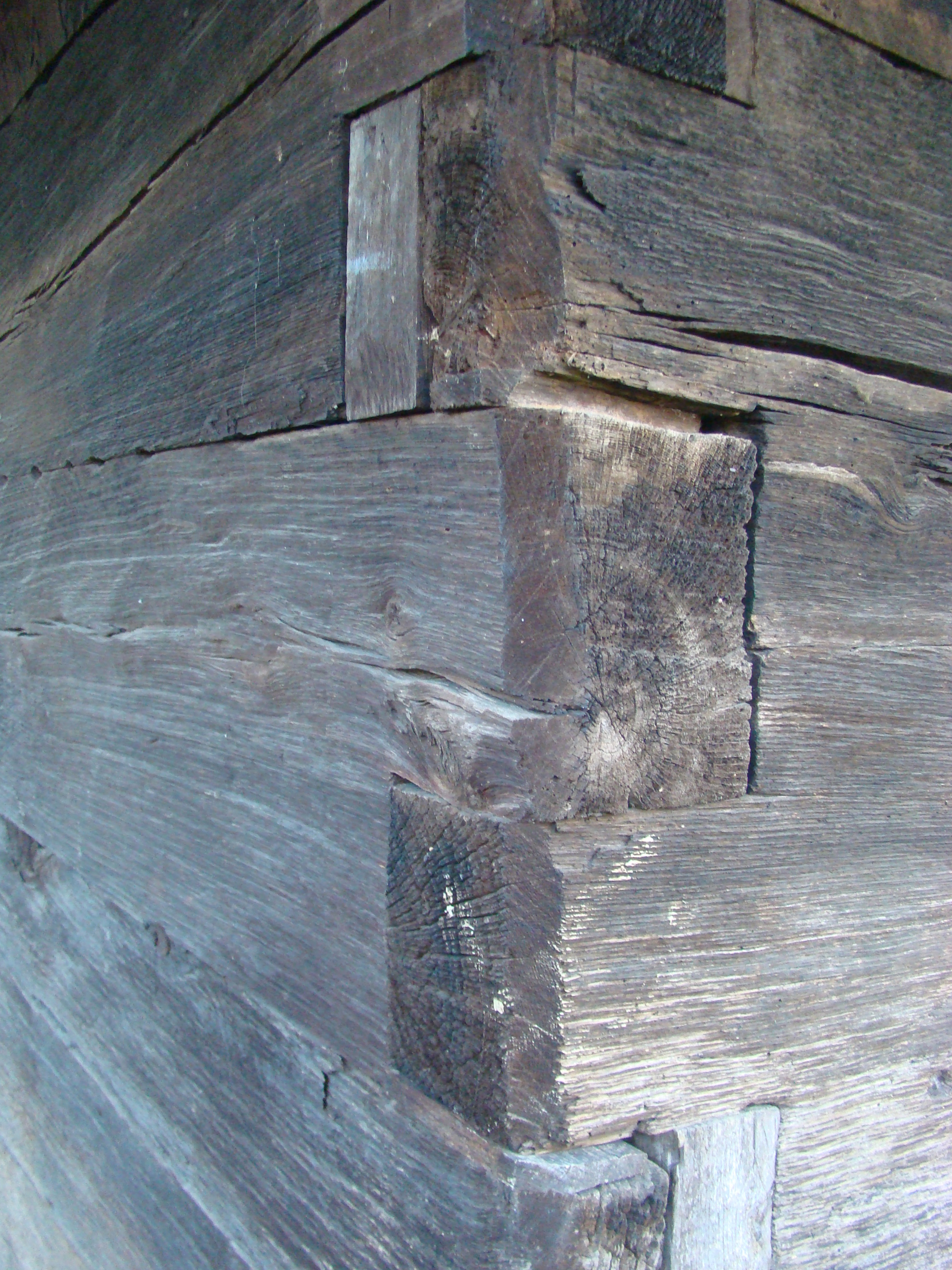
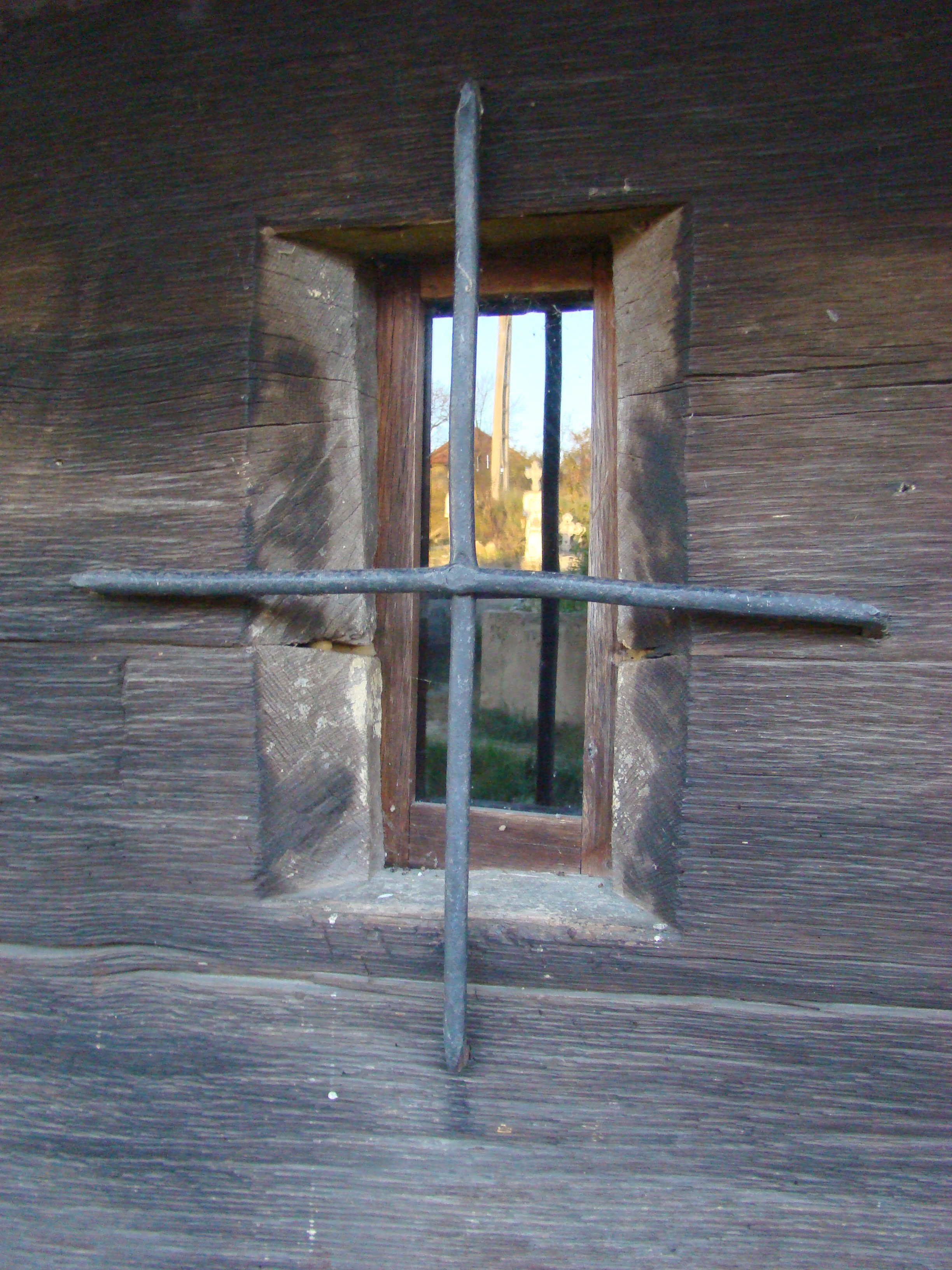
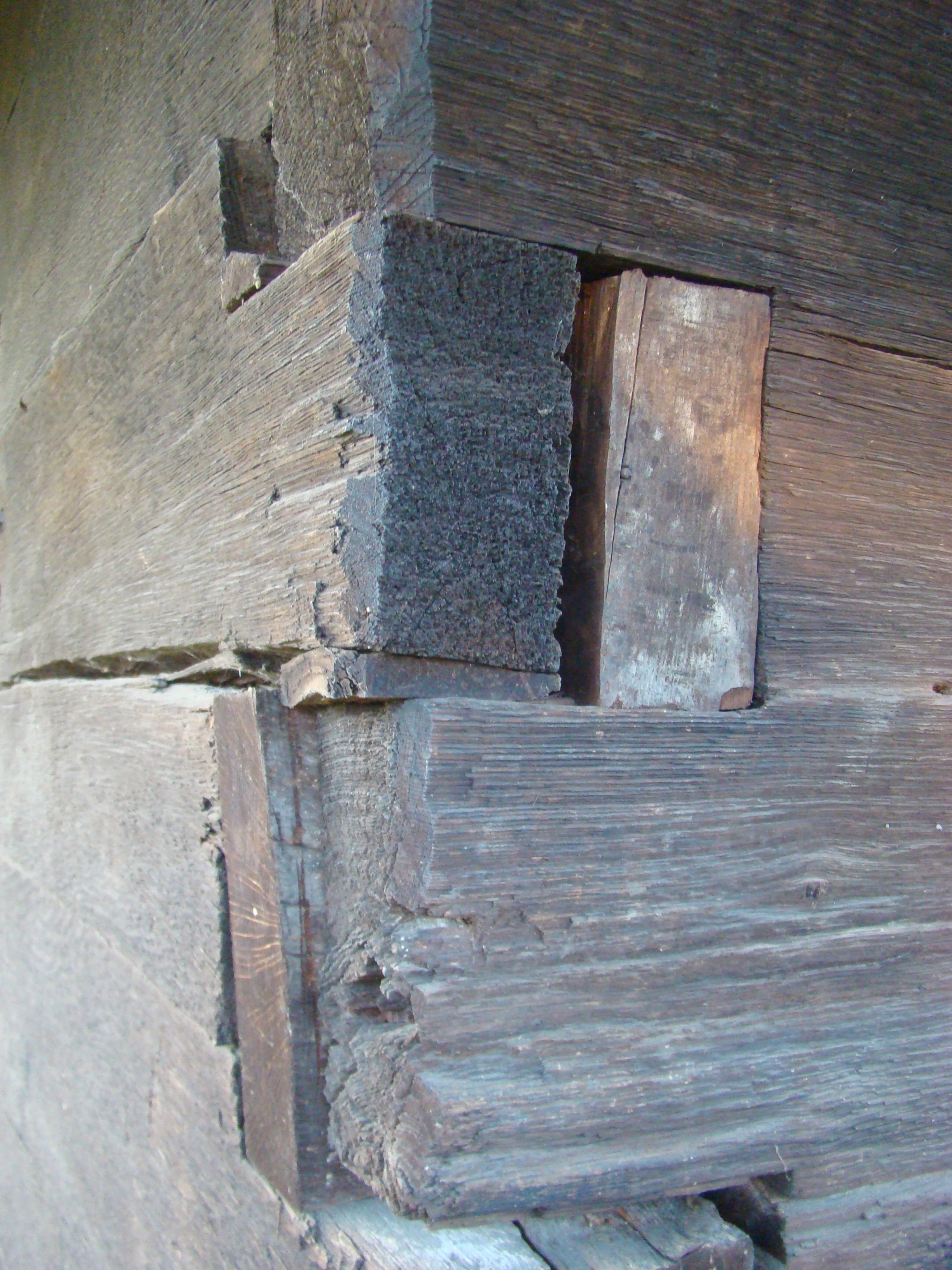
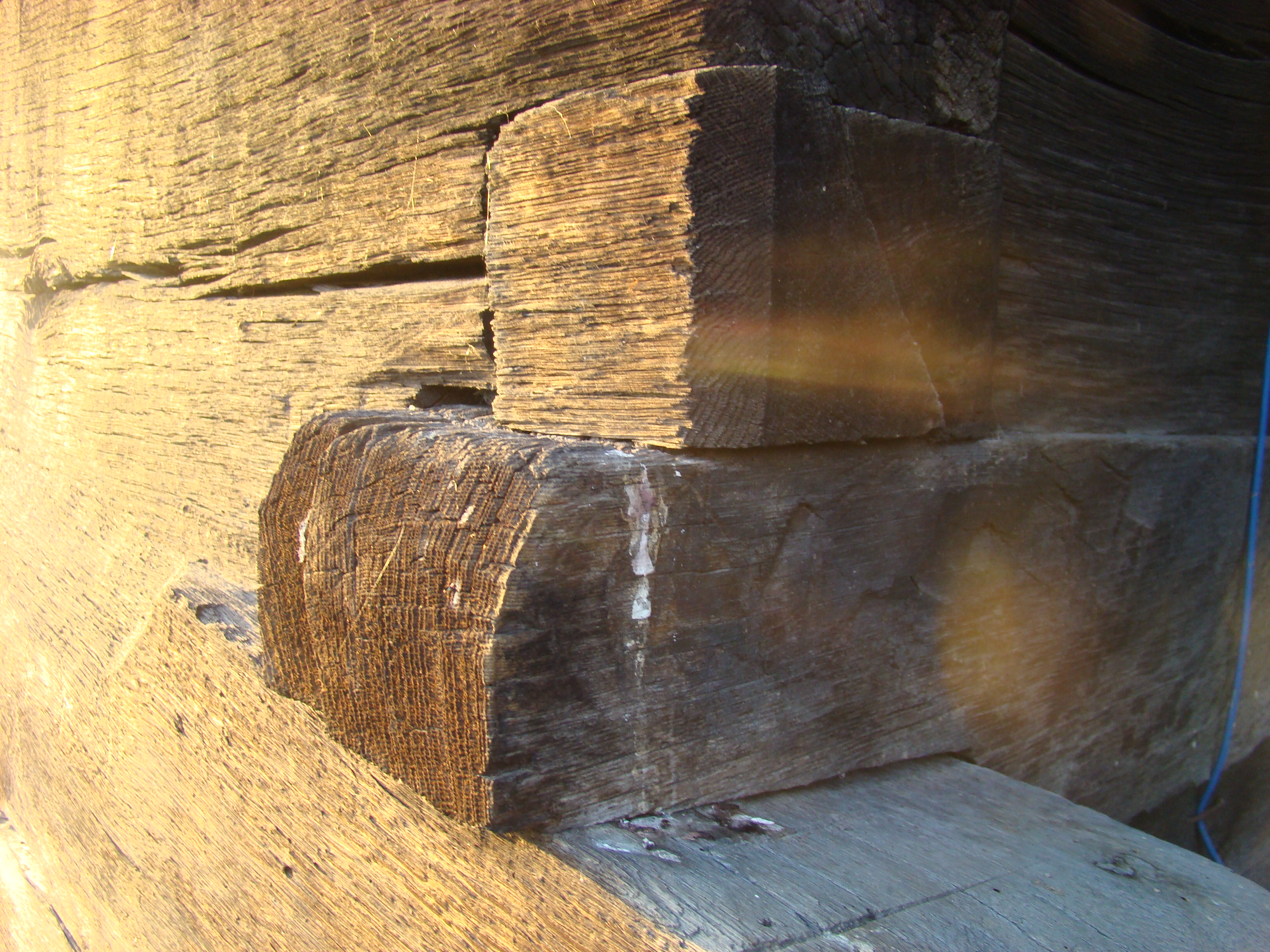
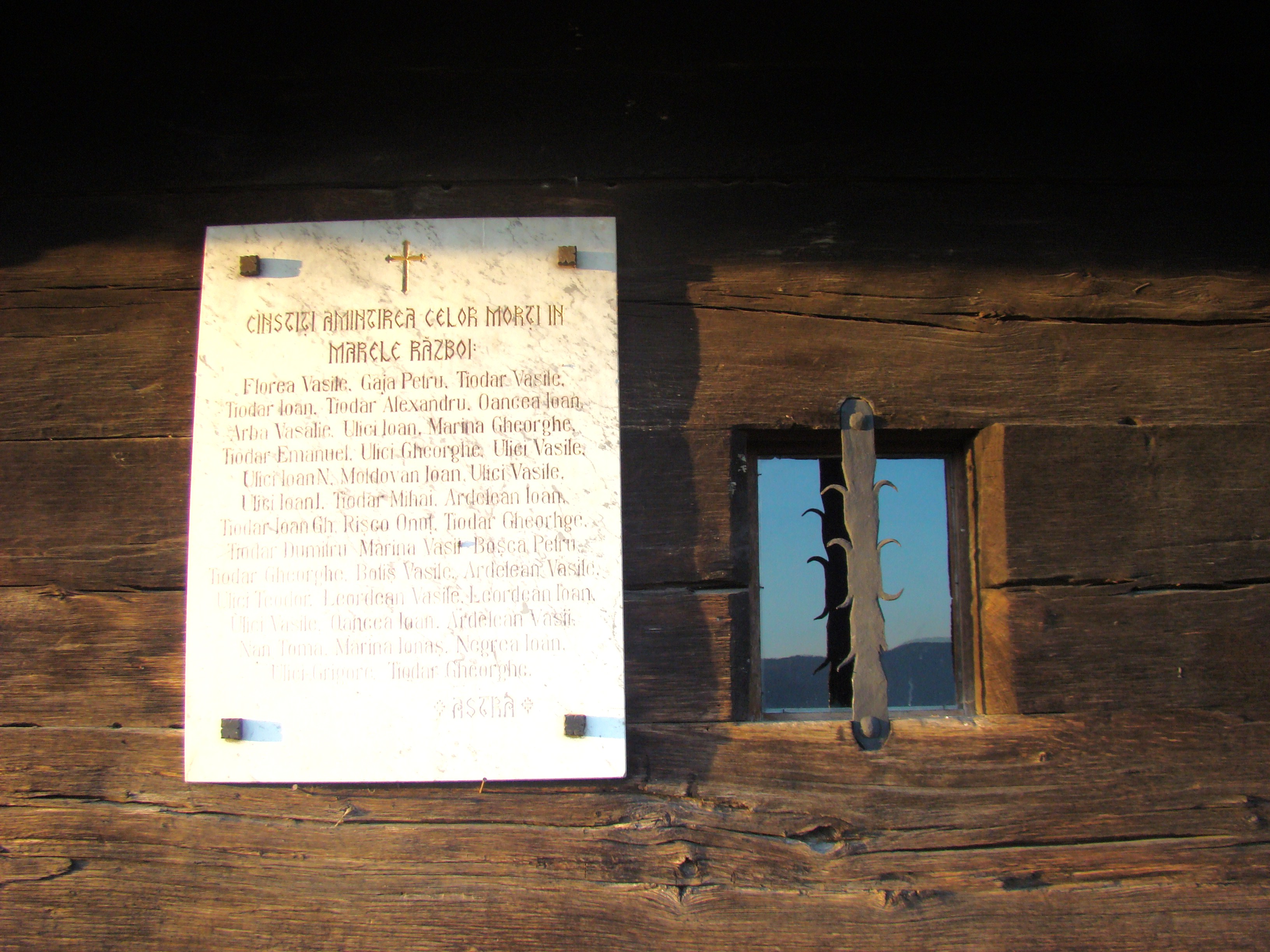
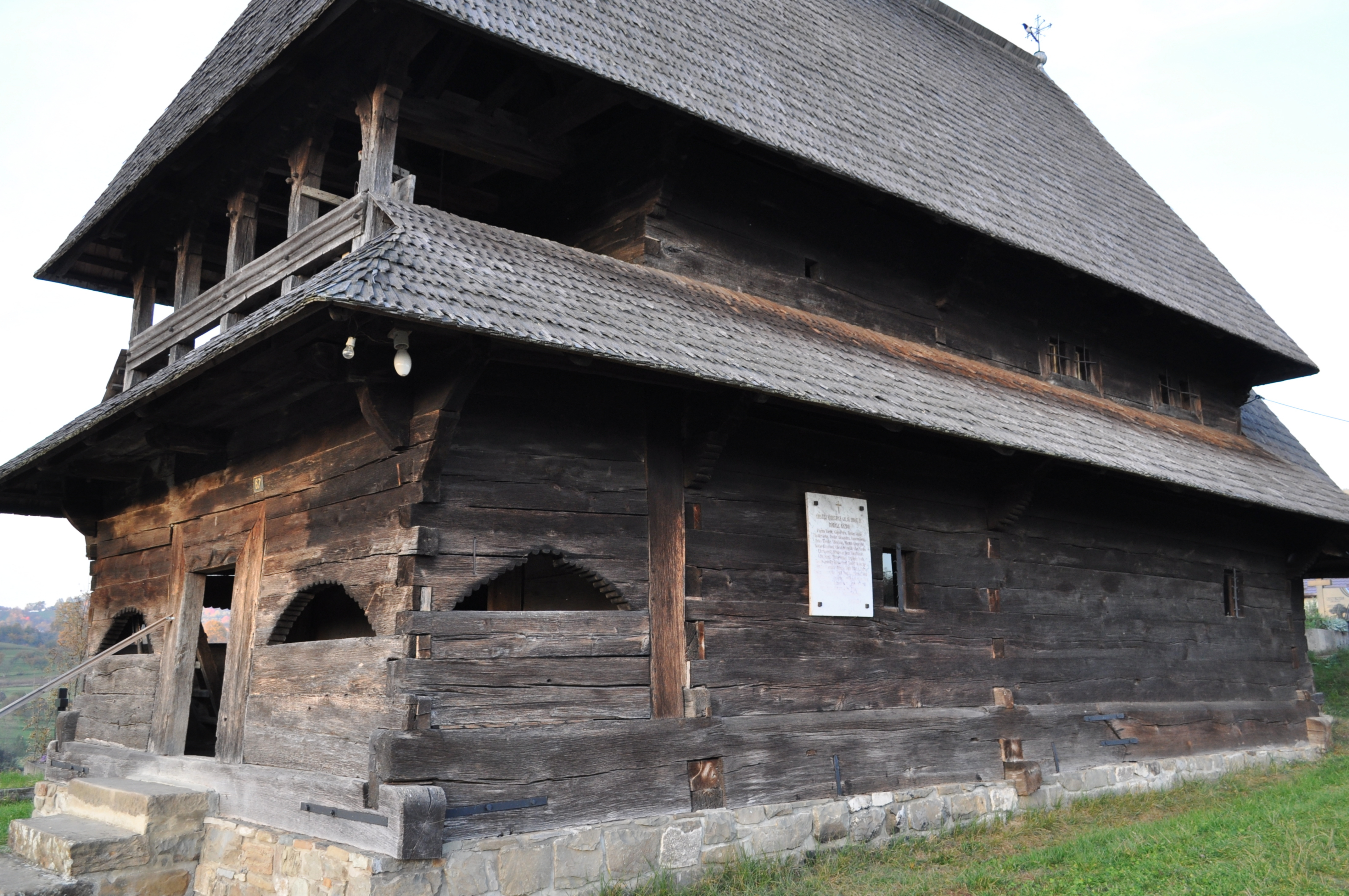

## Imagini din interior

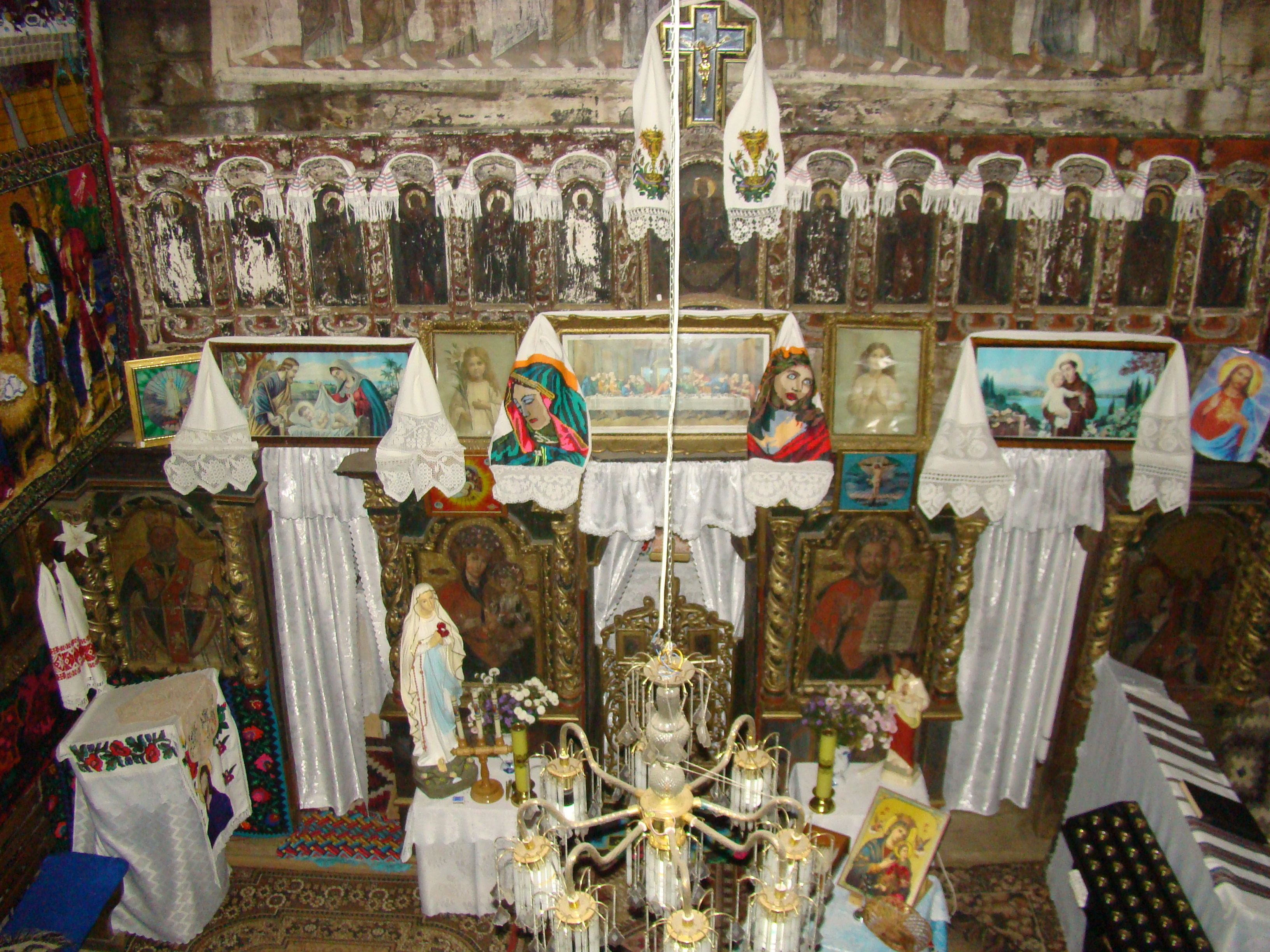
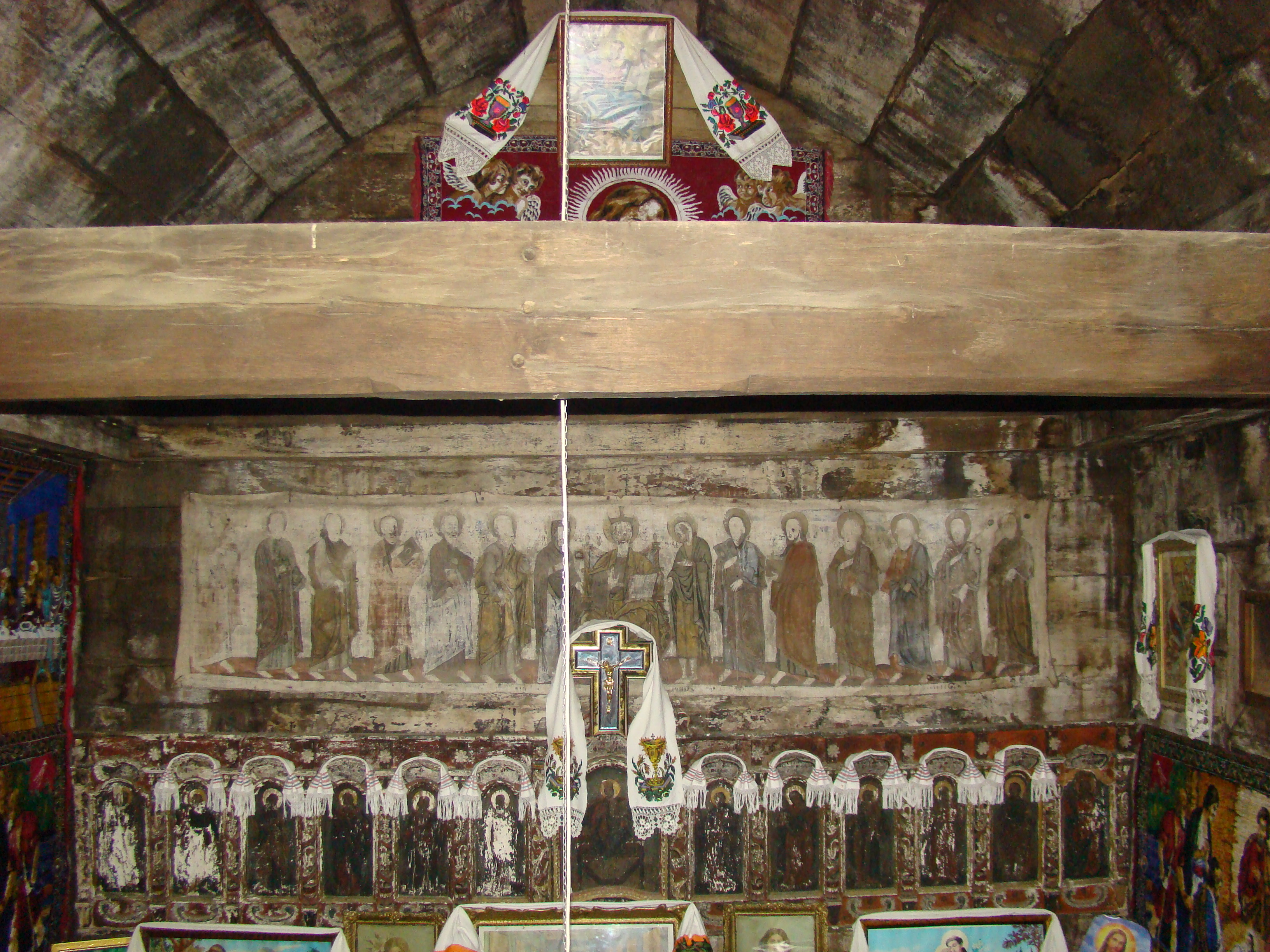
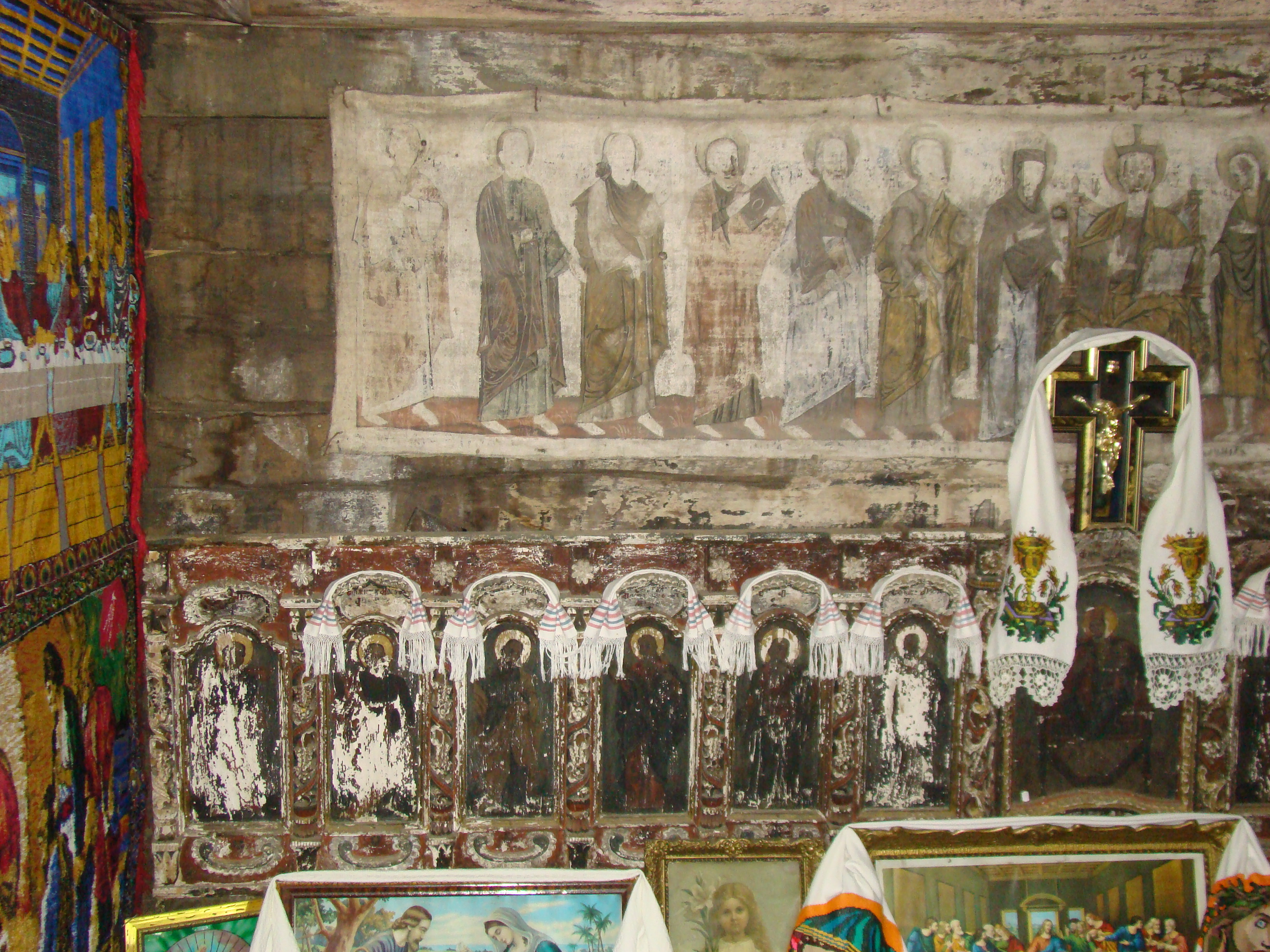
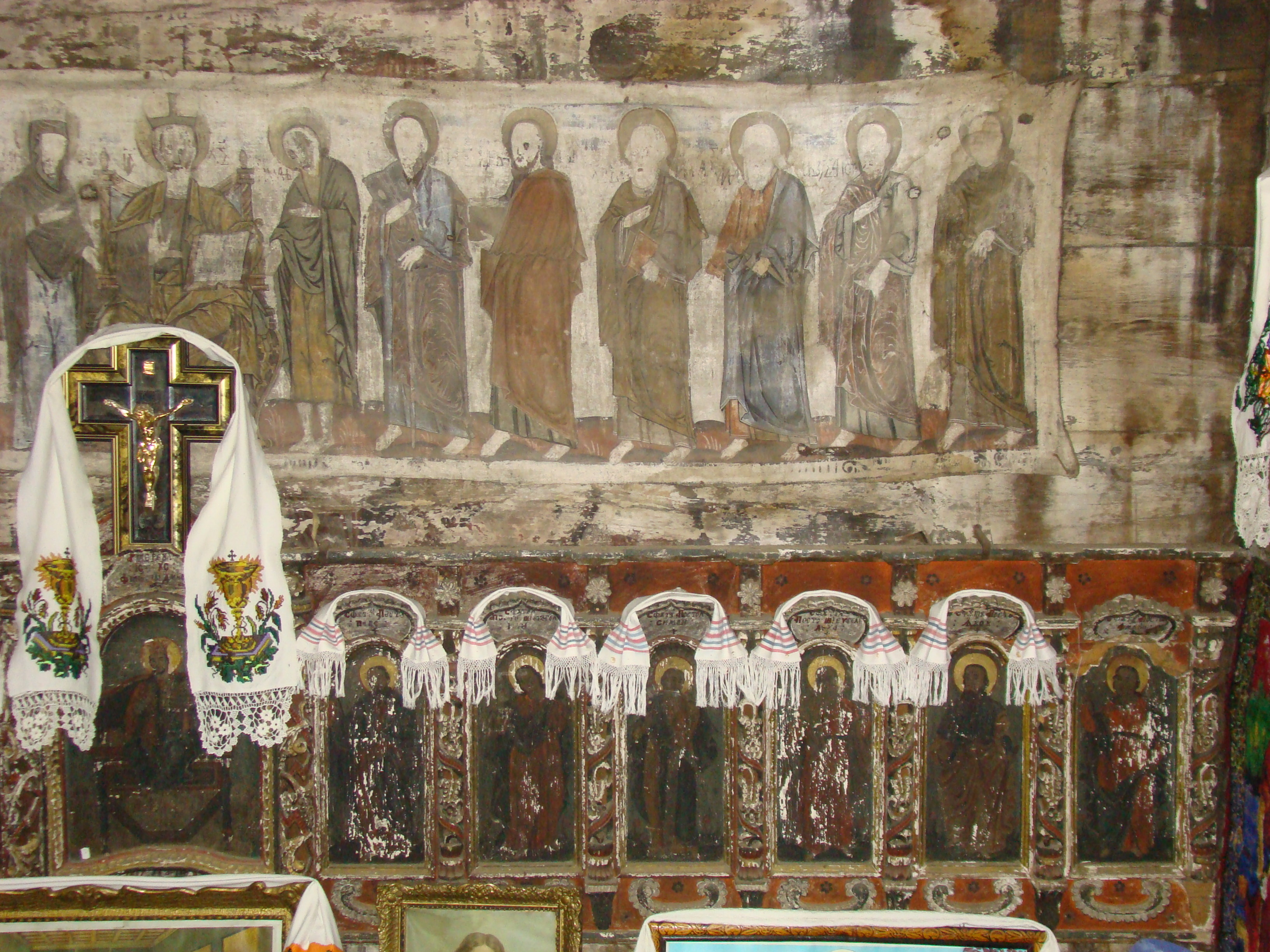
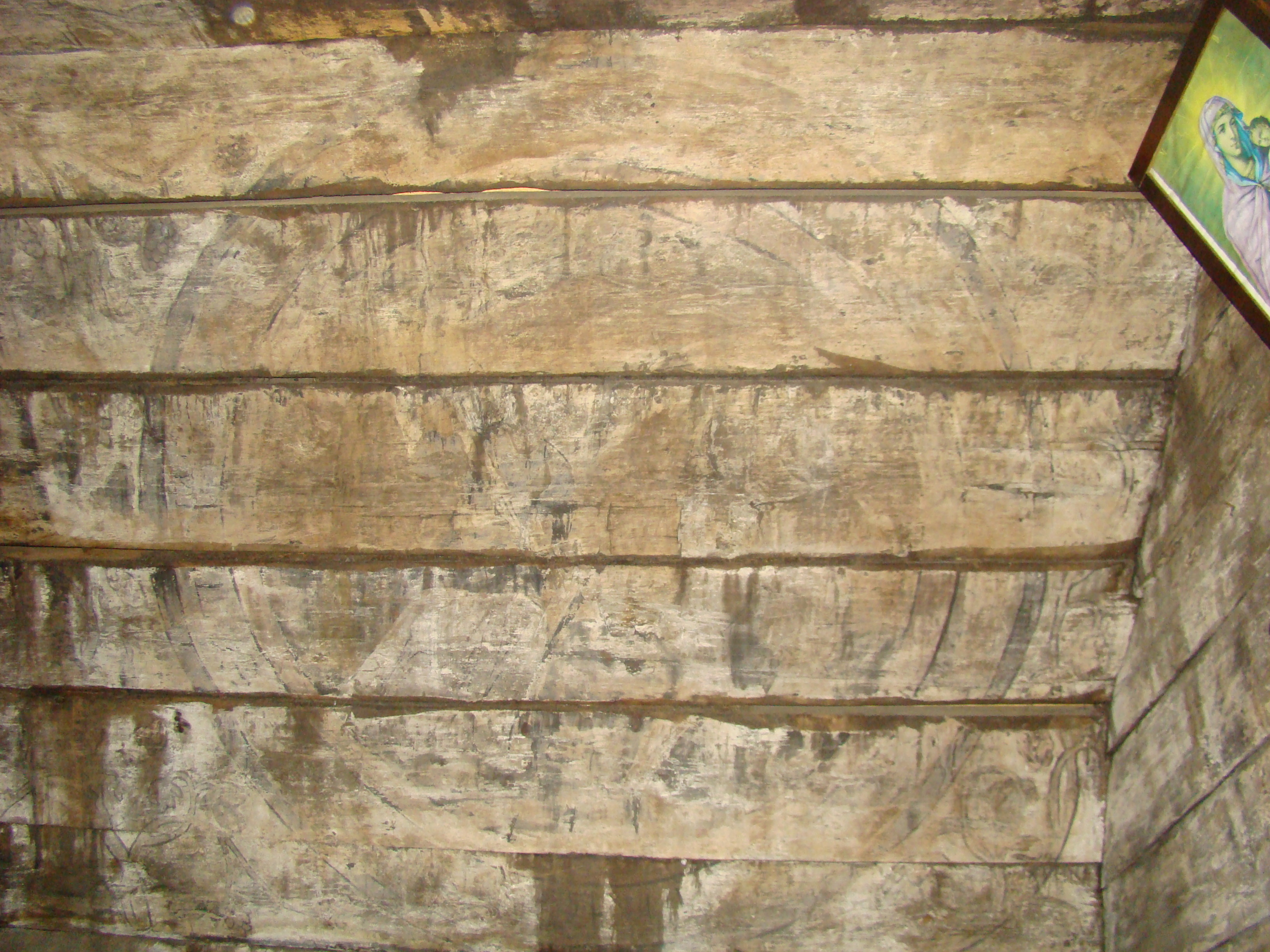
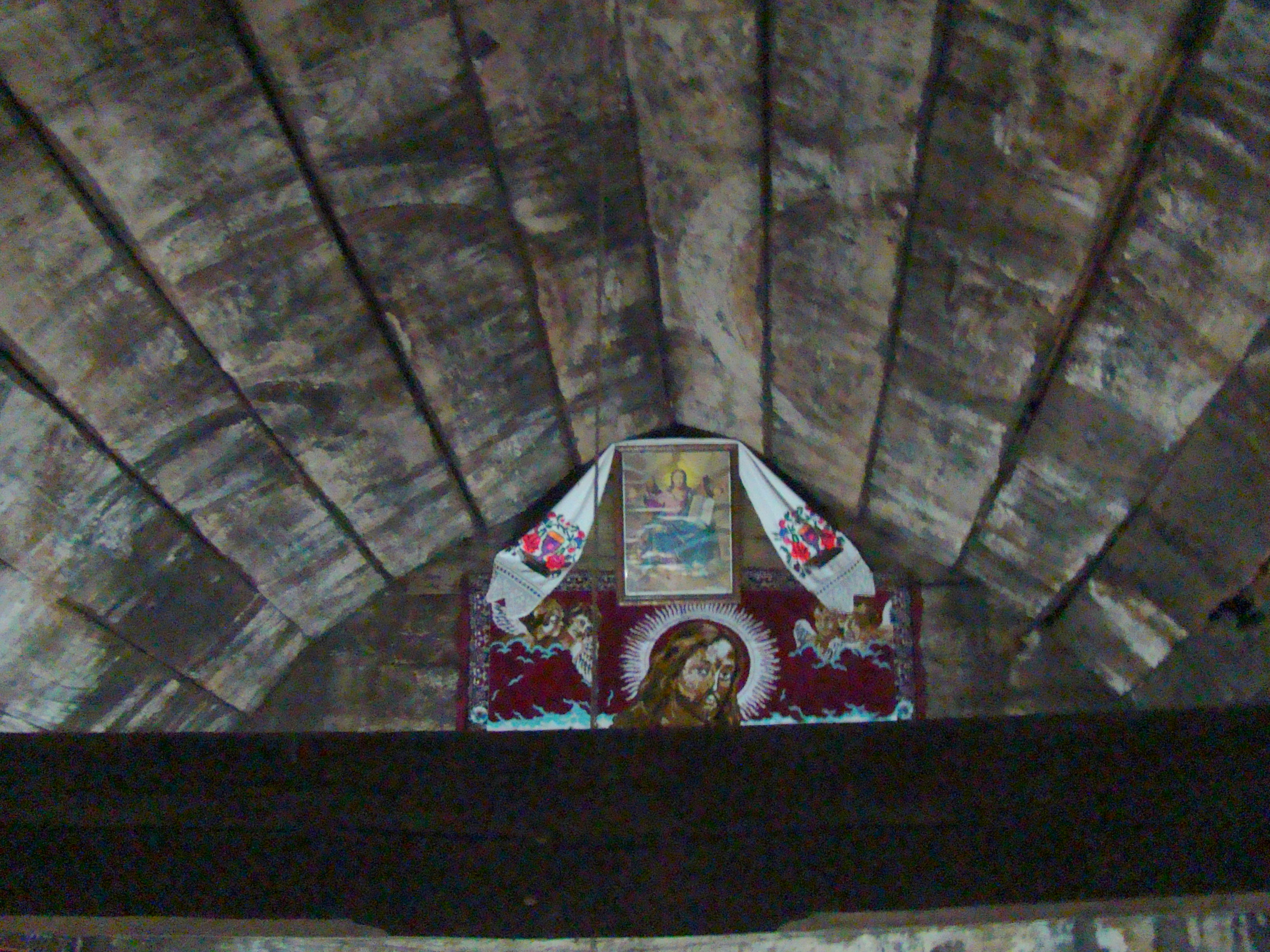
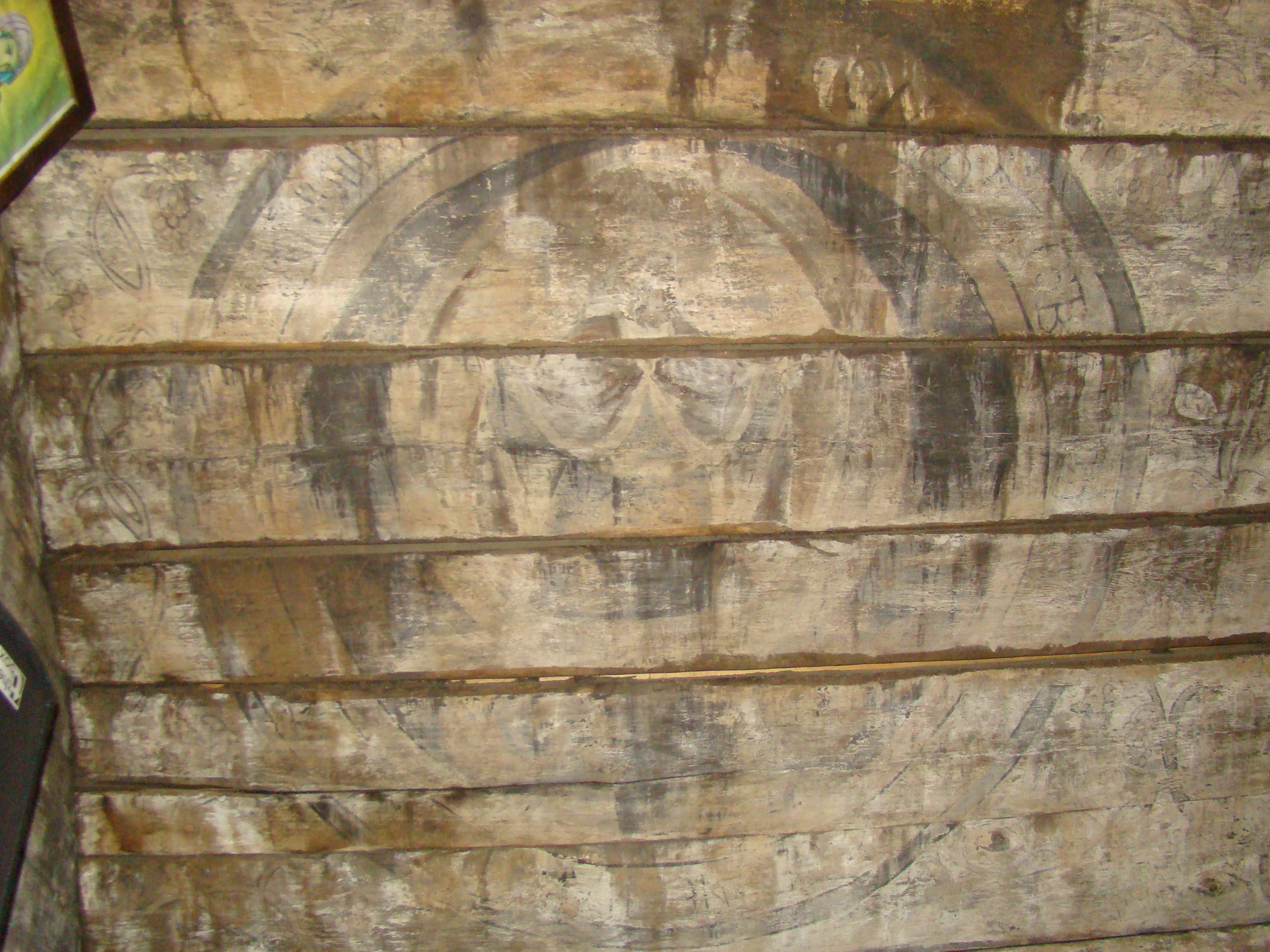
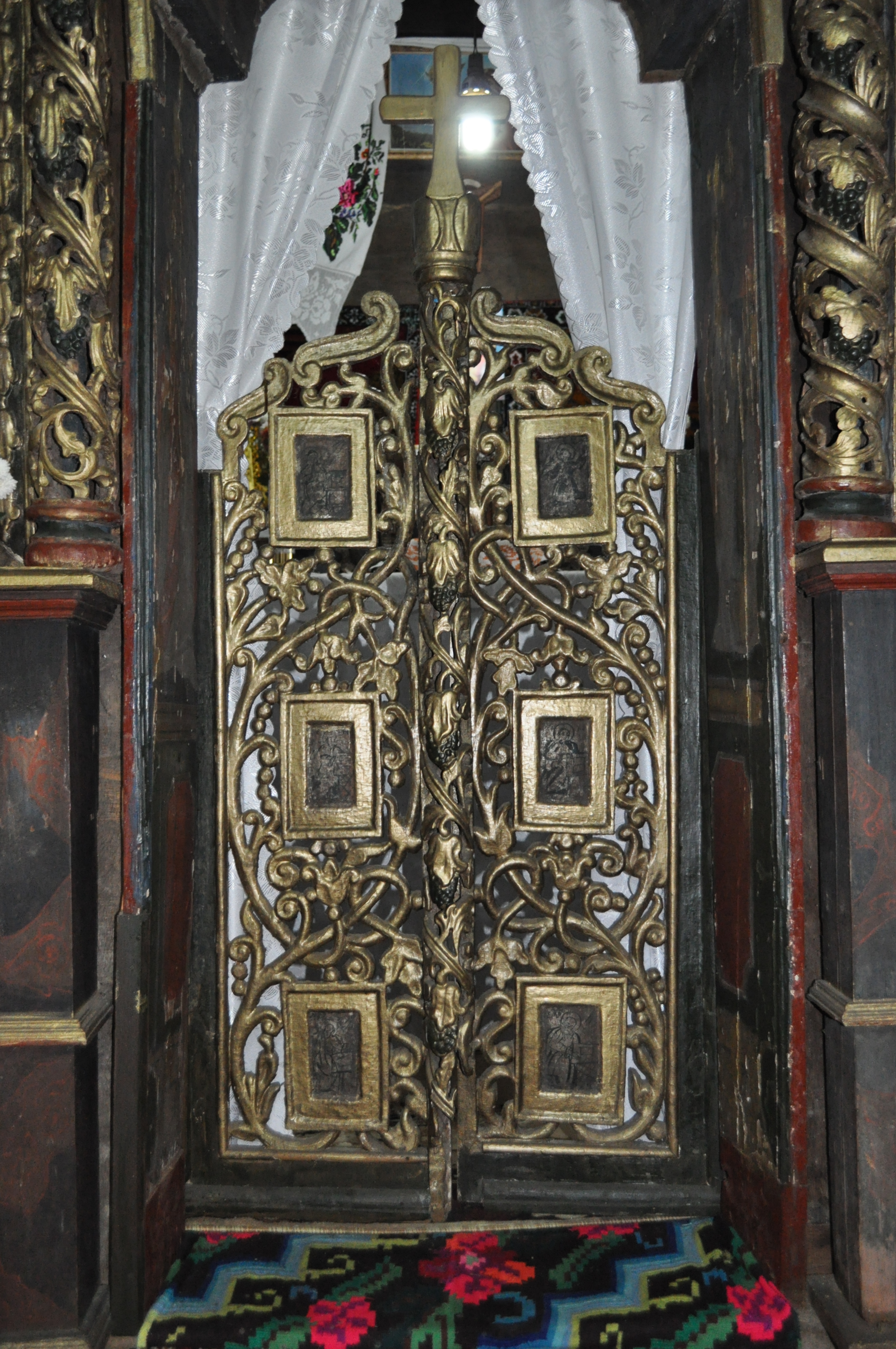
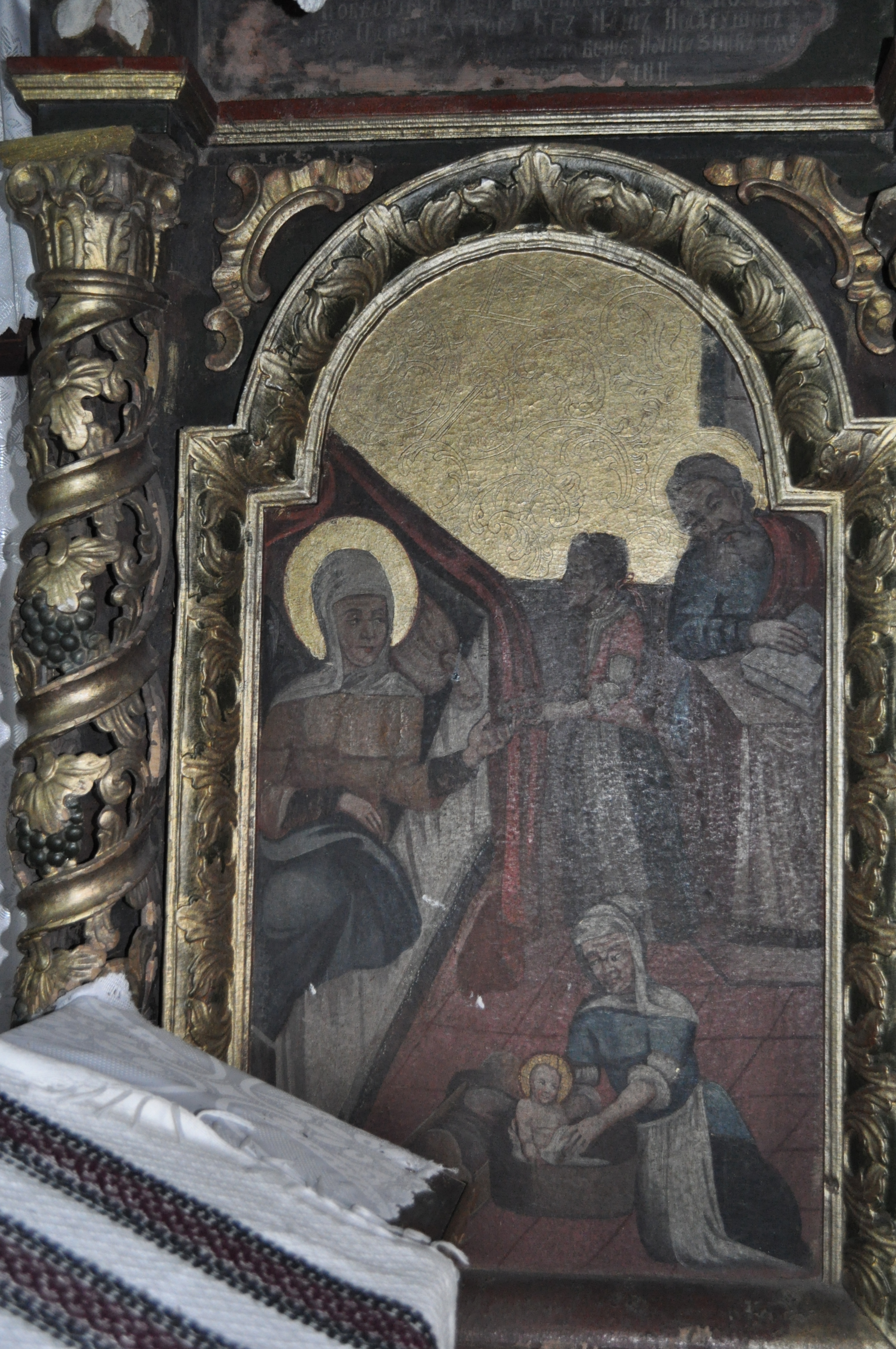
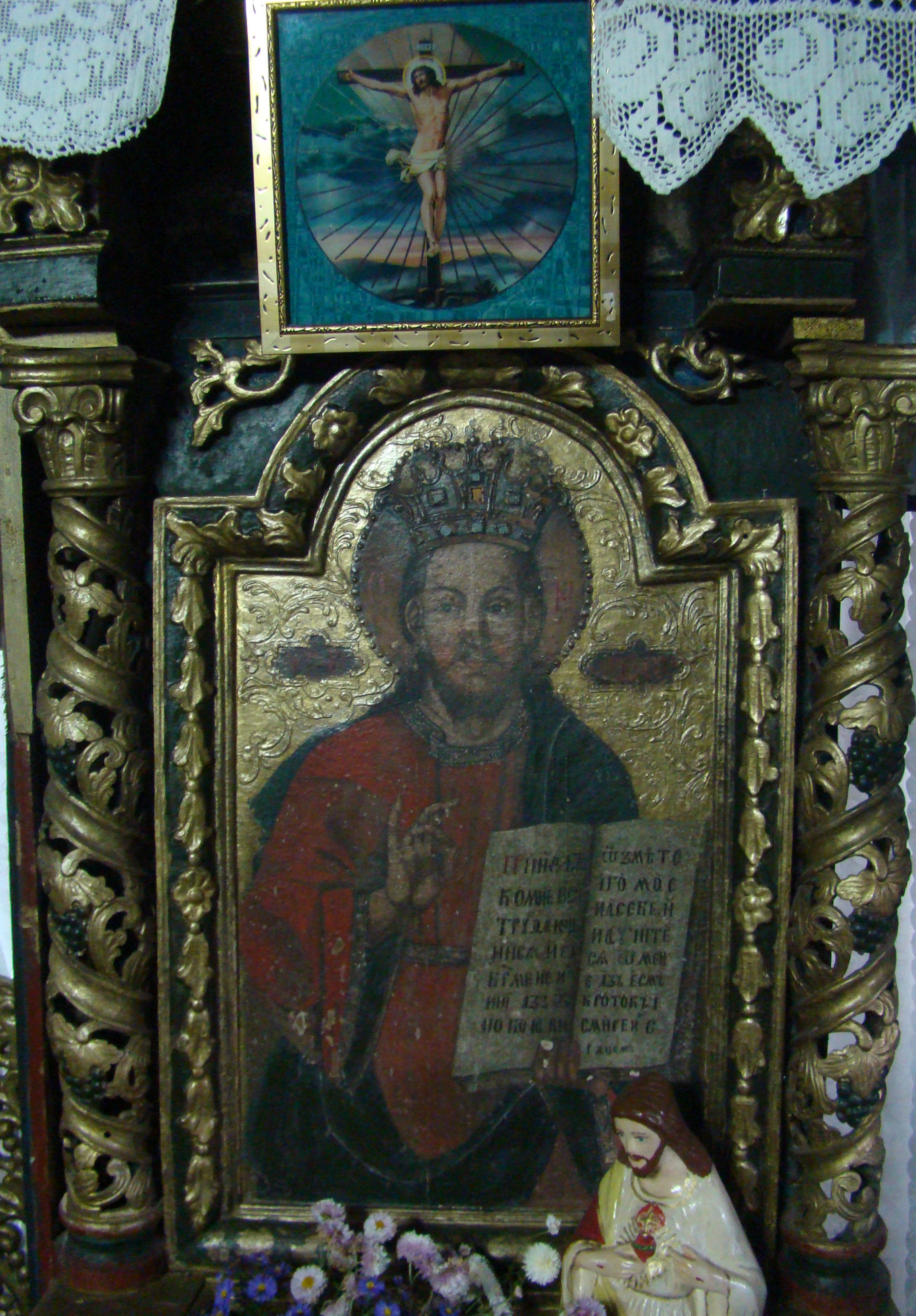
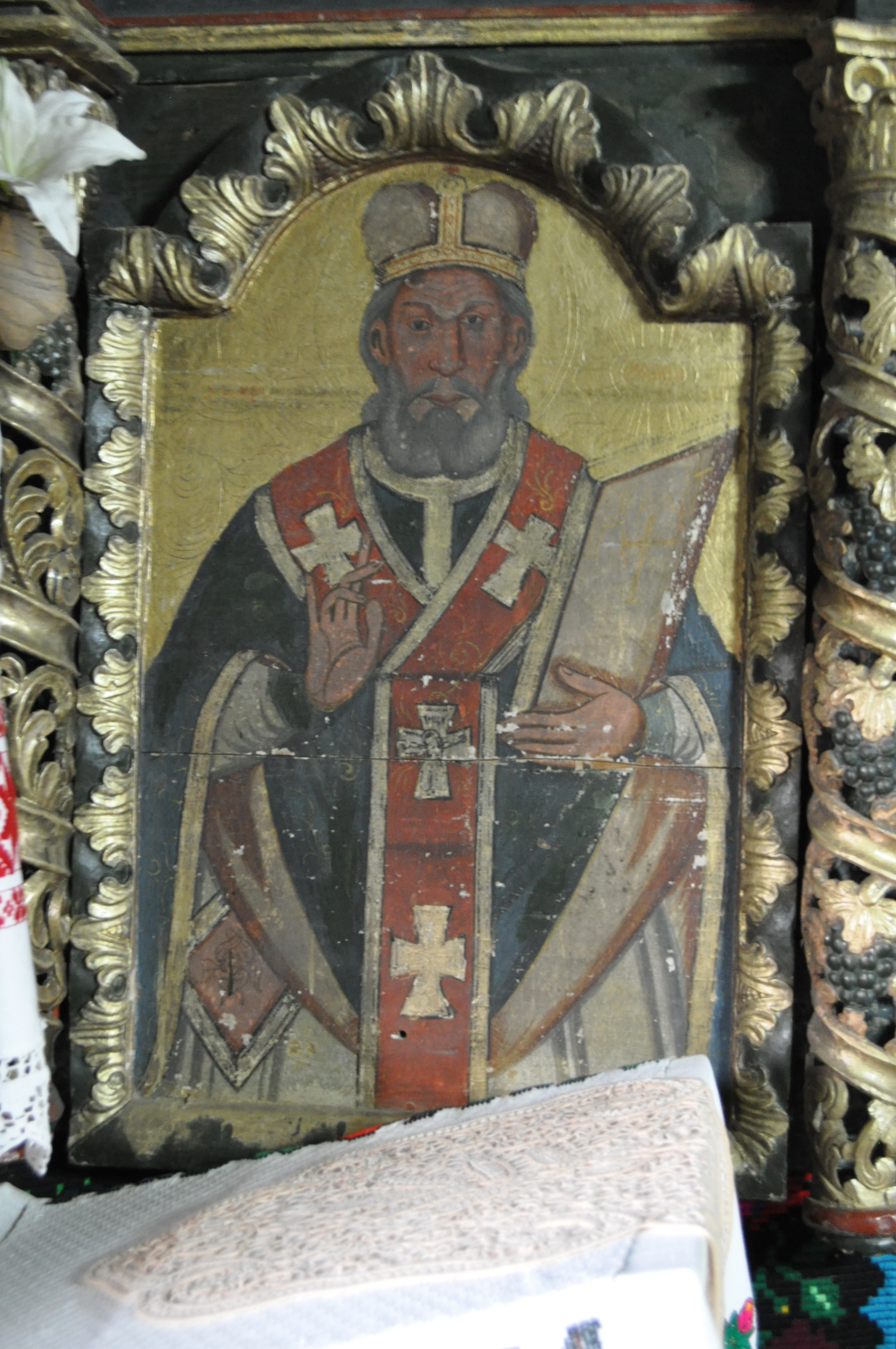
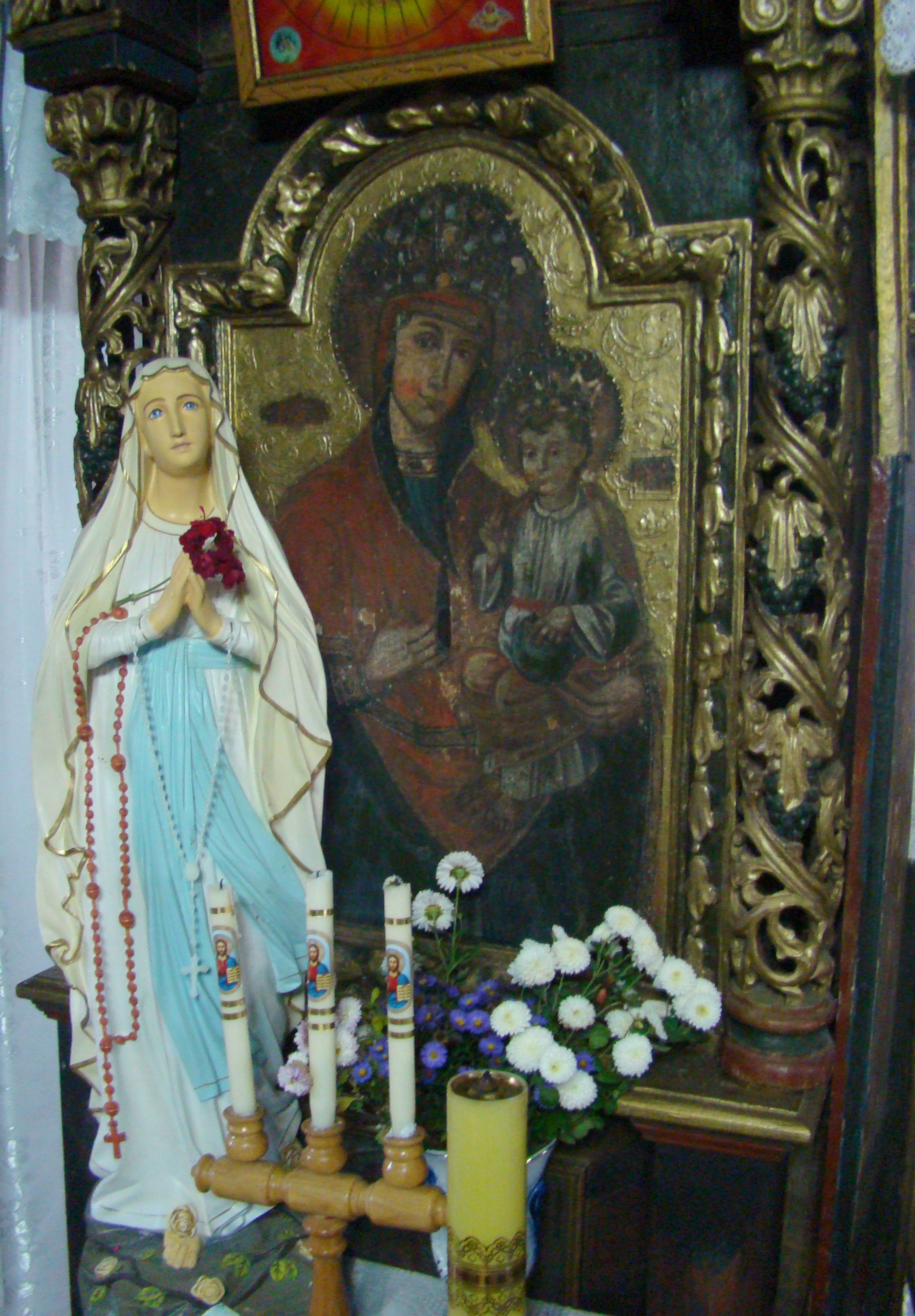
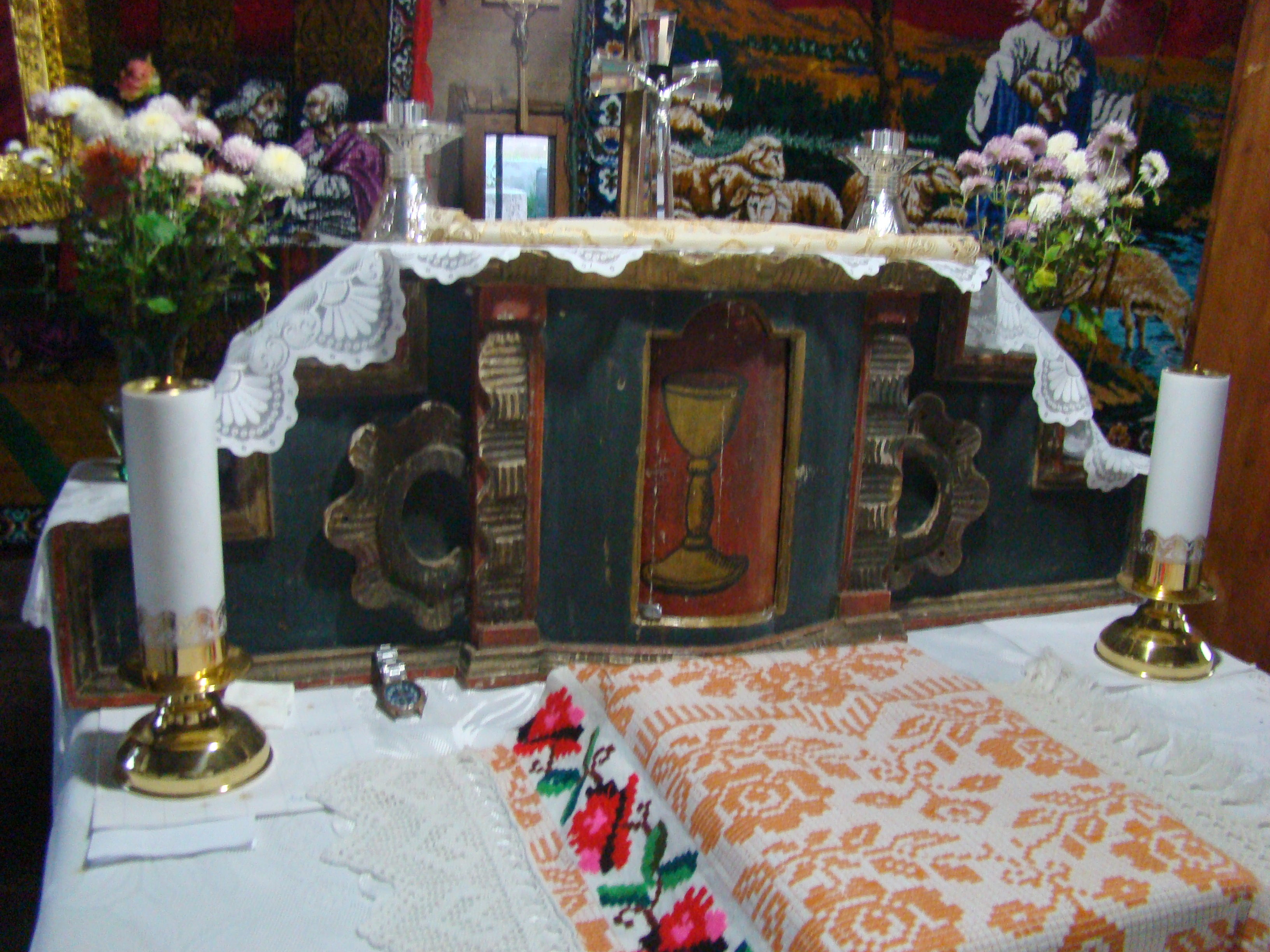
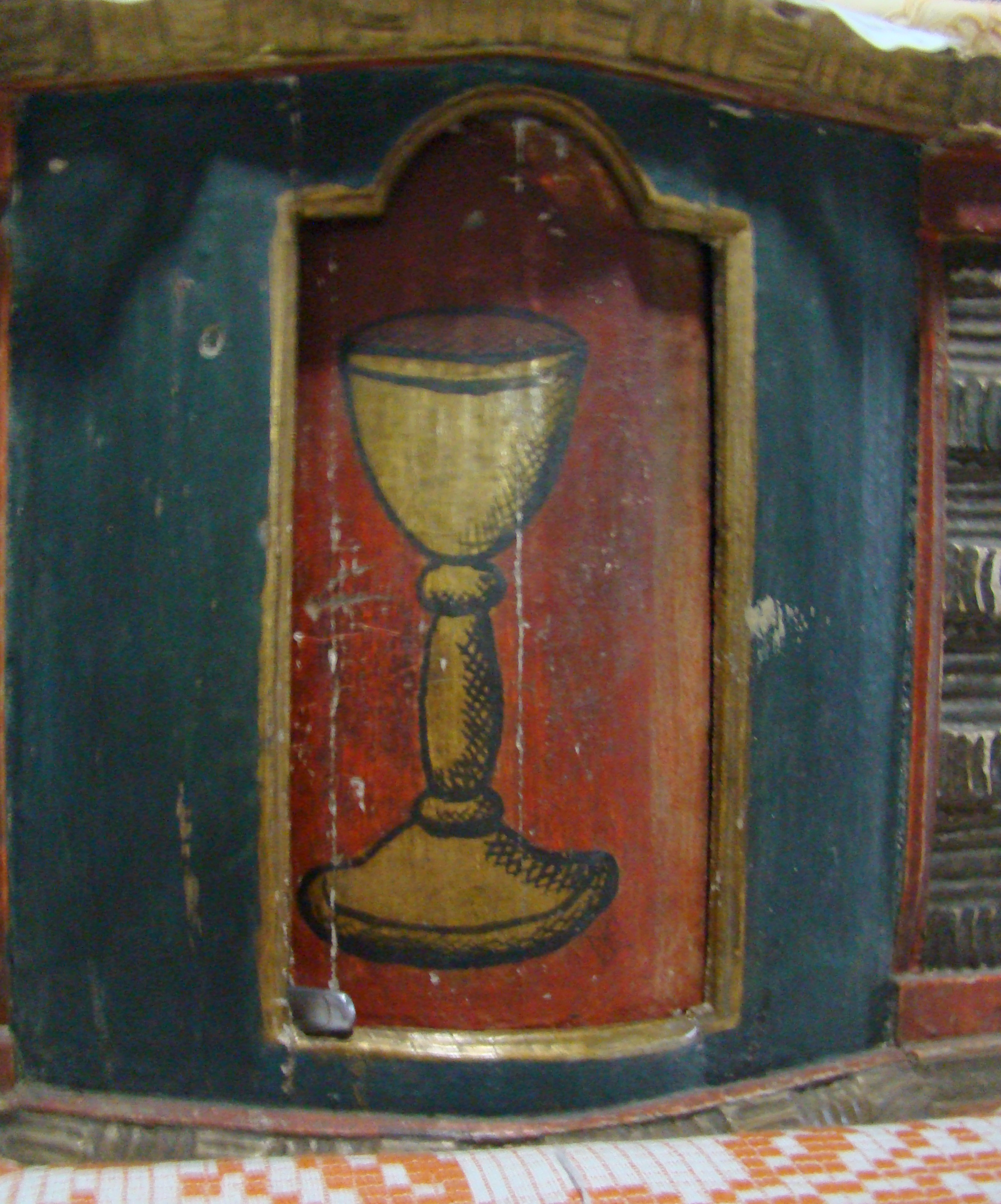
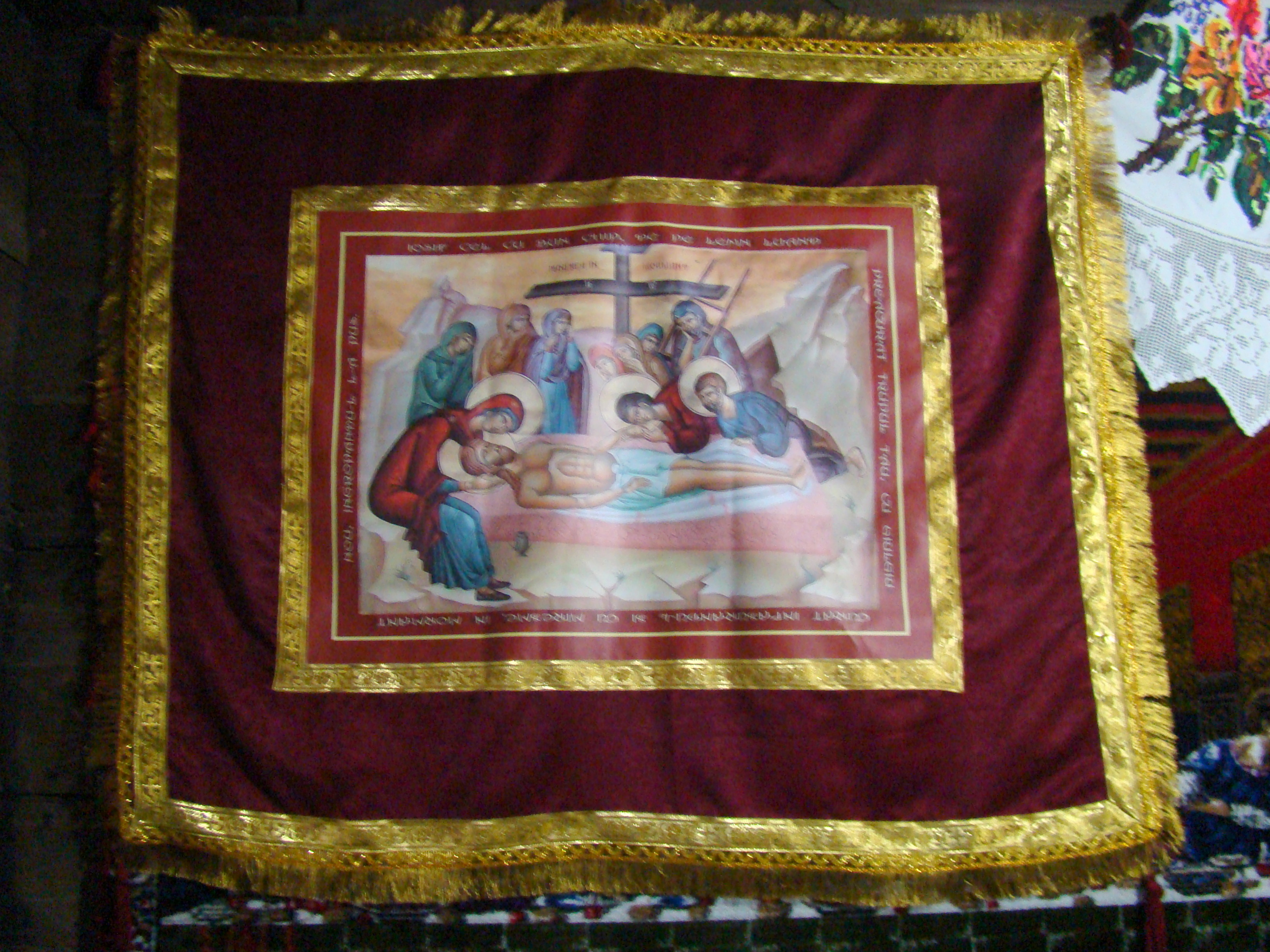
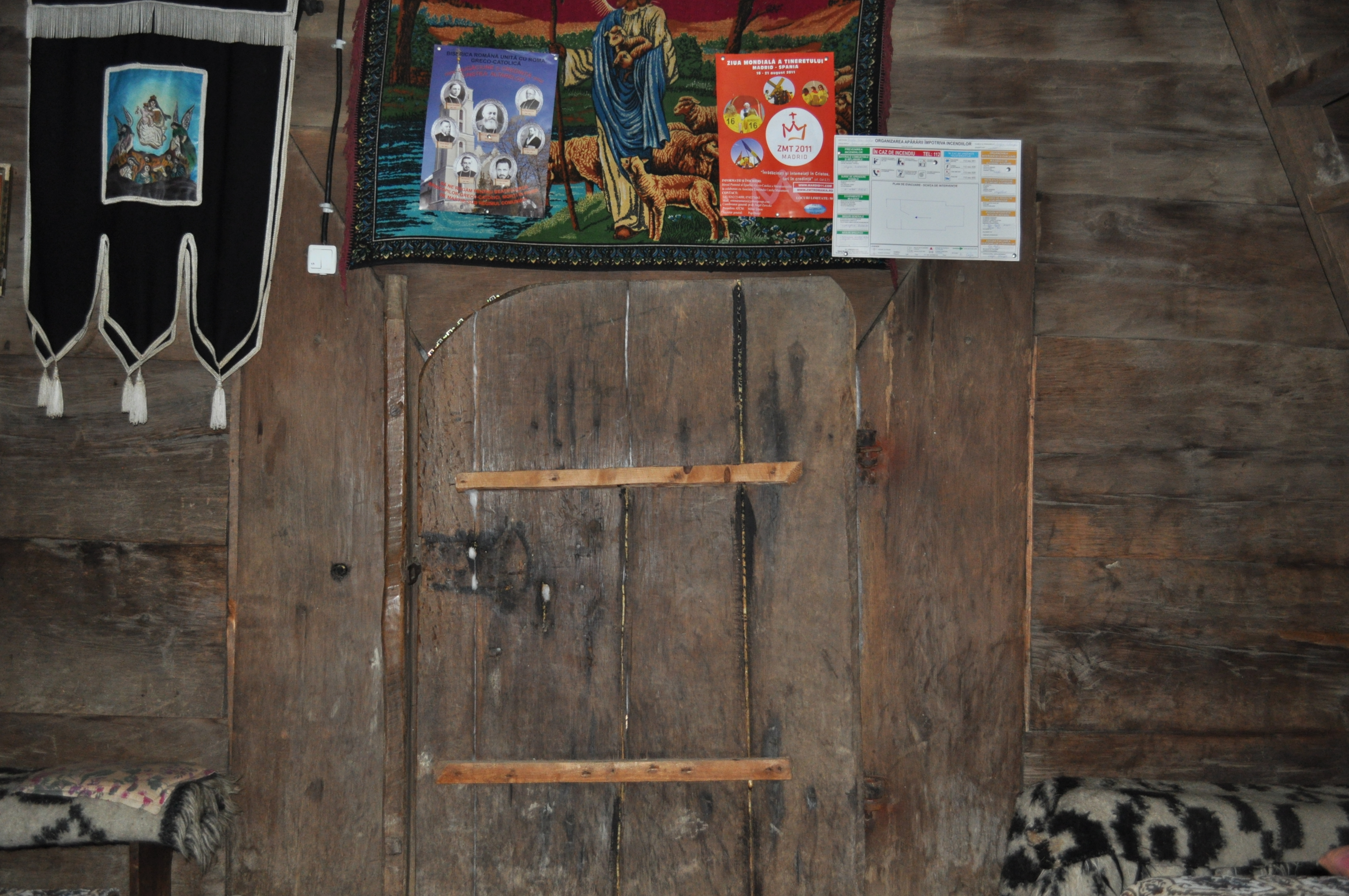